# Giống vật nuôi Việt Nam

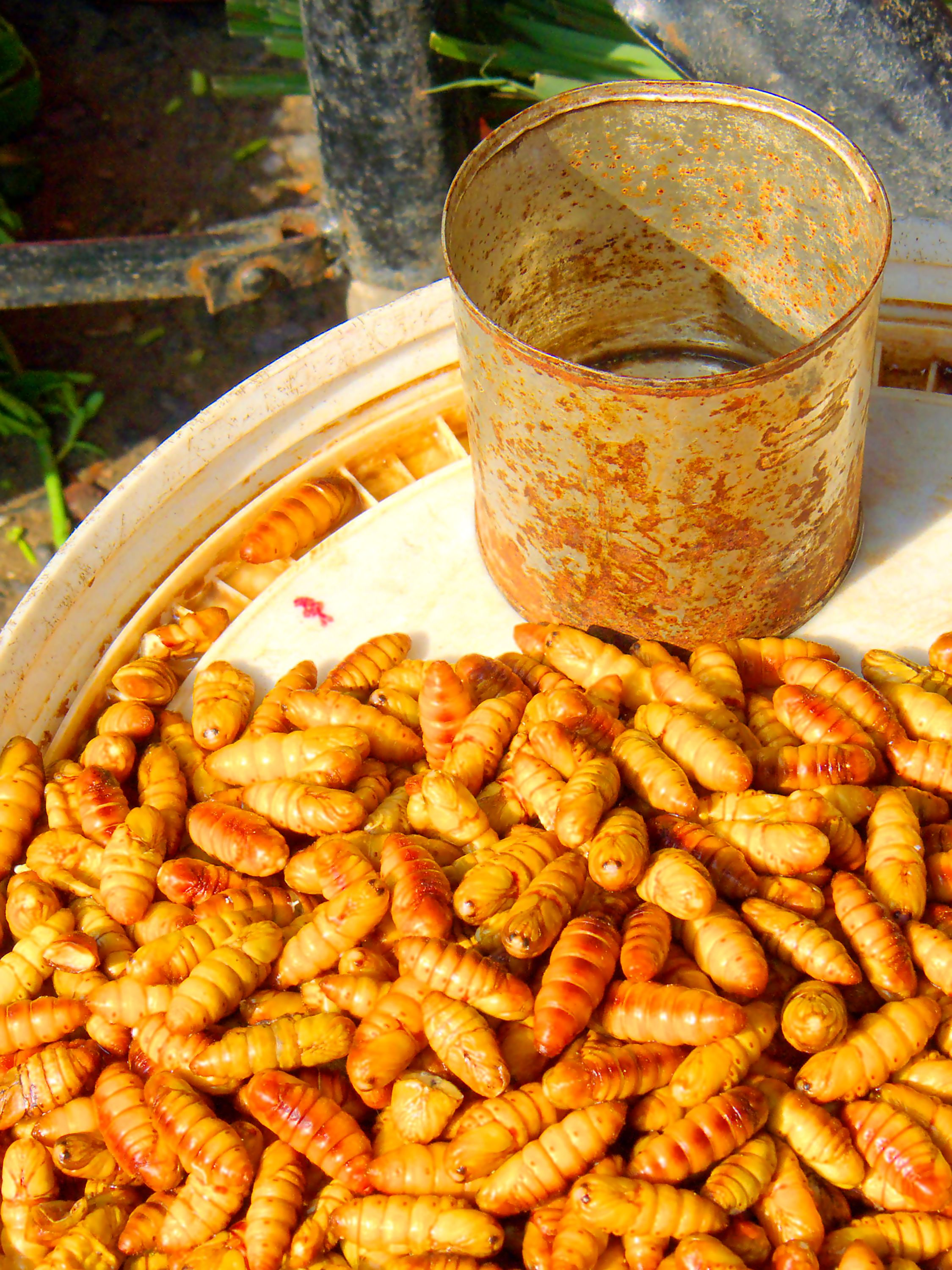
Tằm nhộng ở Việt Nam

Giống vật nuôi Việt Nam chỉ về các giống vật nuôi có nguồn gốc, xuất xứ từ Việt Nam cũng như một số giống đã được nội địa hóa đã và đang có trên lãnh thổ Việt Nam, người ta hay gọi với tên thông thường là giống nội. Trên thực tế, còn nhiều giống vật nuôi chưa được luật quy định hết, bao gồm những giống vật nuôi còn tiềm ẩn, những giống vật nuôi được nhập nội và nuôi nhốt trong nước Việt Nam. Rất nhiều loại vật nuôi ở các vùng không có tên, nên được gọi là "gà địa phương, lợn địa phương". Theo quy định, mỗi giống vật nuôi mới chỉ được đặt một tên phù hợp, không được trùng hoặc tương tự với tên giống đã có hay chỉ bao gồm các chữ số, dễ gây hiểu nhầm.

## Tổng quan

### Thống kê

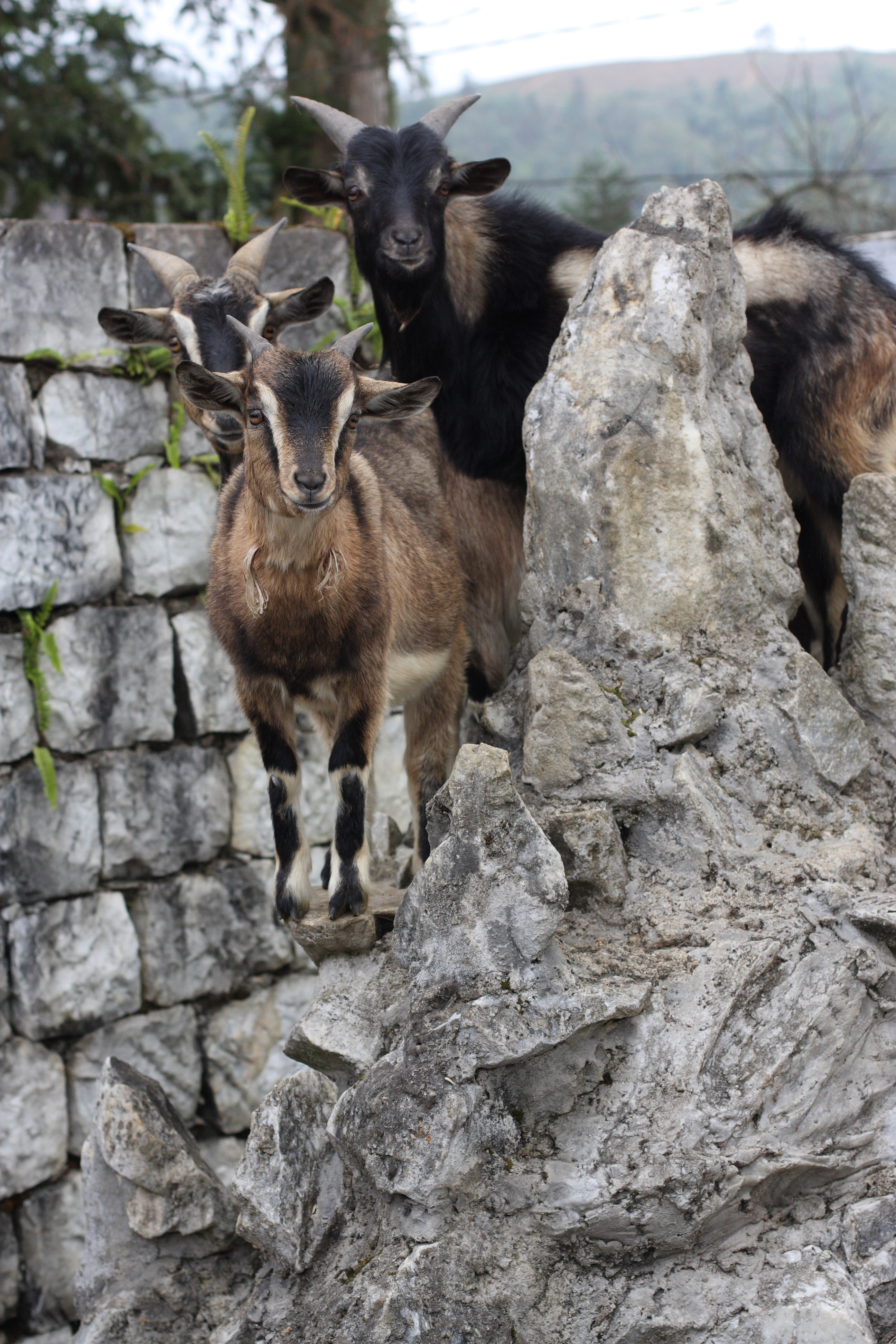
Một đàn dê cỏ, thịt dê ở Việt Nam là món đặc sản.

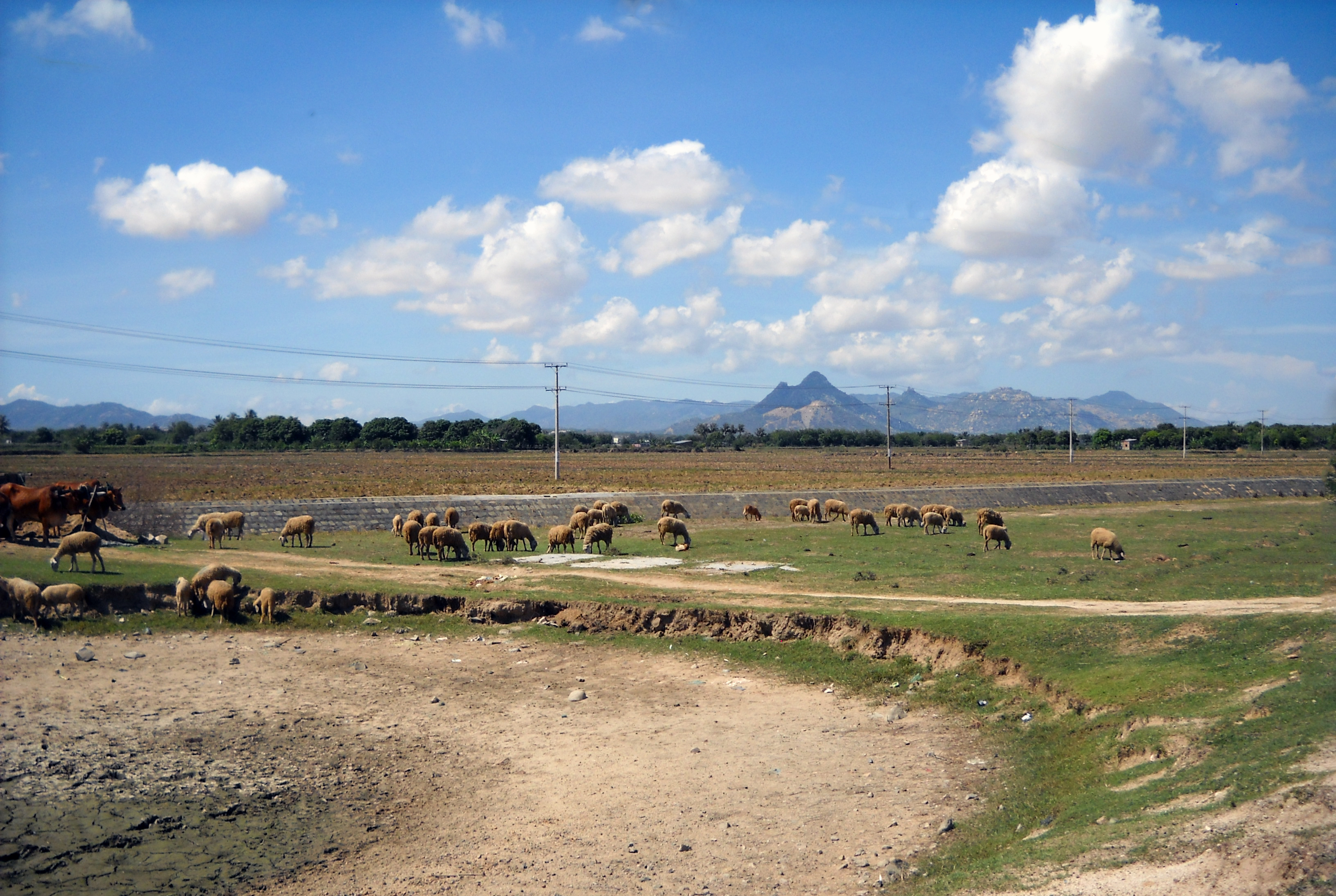
Chăn nuôi cừu ở Ninh Thuận đã có từ thời Pháp thuộc với giống cừu Phan Rang

Việt Nam được đánh giá là một trong những cái nôi thuần hóa gia súc, gia cầm của loài người. Nguồn gen vật nuôi của Việt Nam được xếp hạng cao trong đa dạng sinh học và khá phong phú do sự khác nhau về môi trường tự nhiên giữa các vùng miền, hệ thống canh tác, nền văn hóa giữa các địa phương, dân tộc. Theo thống, Việt Nam có đến 70 giống vật nuôi bản địa, trong đó có khoảng 30 giống đang được sử dụng rộng rãi trong sản xuất nông nghiệp như trâu, bò vàng, ngựa ta, lợn. Thống kê của Tổ chức lương thực và Nông nghiệp Liên Hợp Quốc (FAO), Việt Nam có 30 giống vật nuôi các loại.
Theo Thống kê của Viện Chăn nuôi, Việt Nam là một trong một số ít nước phong phú về giống vật nuôi nội địa với hơn 48 giống, trong đó, có 16 giống đang được nuôi rộng rãi Trong các vùng sinh thái của Việt Nam, 15 tỉnh miền núi và trung du phía Bắc là khu vực có đa dạng giống vật nuôi bản địa phong phú nhất, còn lưu giữ nhiều giống nhưng chưa được nghiên cứu đầy đủ và phát triển tương xứng với tiềm năng sẵn có của vùng. Trong các giống vật nuôi ở Việt Nam, nhóm có số lượng phong phú, đa dạng nhất về giống chính là các giống lợn và giống gà.
Điều này xuất phát từ truyền thống ẩm thực của người Việt thường ăn thịt lợn và thịt gà nhiều hơn các loại thịt khác do đó việc lai tạo ra nhiều giống gà, giống lợn để đáp ứng ngày càng nhiều hơn cho nhu cầu, thị hiếu ẩm thực của người Việt. Riêng việc nhập khẩu có thể thấy về chủng loại, thịt gà là mặt hàng được nhập khẩu nhiều nhất chiếm gần 74% lượng thịt nhập khẩu và gần 50% tổng giá trị nhập khẩu, mức tiêu thụ thịt đỏ (thịt trâu, thịt bò, thịt dê, thịt cừu) của Việt Nam chỉ chiếm 9,2% tổng lượng thịt tiêu thụ mỗi năm, thịt gia cầm là 17,5%, thịt heo chiếm 73,3% và nhu cầu tiêu thụ thịt bò của Việt Nam ngày càng tăng.
Bên cạnh đó, Việt Nam còn có nhiều giống vật nuôi còn tiềm ẩn, riêng một cuộc khảo sát thực hiện trên 12 huyện thuộc 9 tỉnh Sơn La, Phú Thọ, Cao Bằng, Lâm Đồng, Gia Lai, Quảng Ngãi, Hà Tĩnh, Lào Cai và Yên Bái đã phát hiện 35 giống vật nuôi mới, trong đó có 13 loại bị lặp và rất nhiều loại vật nuôi ở các vùng không có tên, trong đó có 10 giống mới, cần được đưa vào danh sách để bảo tồn là Trâu xám (Hạ Lang, Cao Bằng), Trâu Langbiang (Lạc Dương, Lâm Đồng), Lợn lửng (Thanh Sơn, Phú Thọ), Lợn Hạ Lang (Cao Bằng), Lợn Lang (Chư Prông, Gia Lai), Lợn Kiềng Sắt (Ba Tơ, Quảng Ngãi), Gà Re/gà H’re (Ba Tơ, Quảng Ngãi), Gà Đăm Rông (Lâm Đồng), Gà Mán (Điện Biên), Vịt Sín Chéng (Si Ma Cai, Lào Cai). Theo các nhà chăn nuôi, nguồn gen đặc trưng của Việt Nam hiện nay là là gà Ri, gà Đông Tảo, gà Mía, gà nòi, gà H'Mông, gà Hồ, lợn Móng Cái, bò H'Mông, ngựa Bạch.
Riêng về giống gà, theo thống kê, trên địa bàn Việt Nam hiện nay đang có hàng chục giống gà thuộc dòng quý hiếm, đặc sản được nuôi rải rác trong dân. Những giống gà này không chỉ có ý nghĩa về mặt kinh tế, mà còn mang một giá trị tinh thần lớn. Có nhiều giống chỉ có ở một địa phương, như gà Hồ (Đông Hồ), gà H’Mông (vùng Tây Bắc). Bên cạnh giá trị dinh dưỡng, các giống gà quý của Việt Nam còn mang cả giá trị nhân văn, bởi mỗi giống gà đều gắn với những địa danh nhất định, mang theo cả văn hóa của vùng đất ấy. Chẳng hạn như gà Đông Tảo, giá rất đắt vì thịt của nó ngon hơn hay giá trị thương phẩm cao hơn, mà là vì bản thân giống gà đó mang nhiều ý nghĩa văn hóa, nó đại diện cho cả một vùng đất và từng là giống gà được tiến Vua, giống gà đã đi vào văn chương, sử sách.
Các giống gia cầm quý hiếm đều có những đặc điểm đặc sắc nhất định với những giá trị văn hoá, tinh thần nhất định, chẳng hạn như gà Hồ mang đặc trưng cho vùng văn hoá Kinh Bắc, gà mía là đặc trưng của vùng văn hoá cổ Đường Lâm, Sơn Tây hay gà H'Mông của người H'Mông, gà Tè, vịt mốc, vịt Bầu Quỳ. Về giá trị kinh tế, đến nay đã có nhiều giống quý được phát triển ở quy mô đại trà như gà ri, hay gà Hmông. Đặc biệt, mới đây các nhà khoa học đã phát hiện ra giống gà xước và gà lông chân tại vùng cao Mèo Vạc (Hà Giang).
Hiện nay, các giống vật nuôi được sản xuất, kinh doanh tại Việt Nam do Nhà nước ban hành có 16 giống vật nuôi được phép sản xuất, kinh doanh tại Việt Nam gồm: Ngựa, Bò, Trâu, Lợn, Dê, Cừu, Gà, Vịt, Ngan, Ngỗng, Thỏ, Chim Bồ câu, Chim cút, Đà Điểu, Ong và Tằm Trong đó có các giống nội như bò Vàng, bò H’Mông, bò U đầu rìu, bò Phú Yên; lợn Ỉ, lợn Móng Cái, lợn Mường Khương, lợn Mán, lợn Lang Hồng, lợn Thuộc Nhiêu, lợn Ba Xuyên; dê Cỏ, dê Bách Thảo; Gà Ri, gà Mía, gà Hồ, gà Đông Tảo, gà Tàu vàng, gà Tre, gà Chọi (hoặc Đá hoặc Nòi), gà Tè, gà Ác, gà H’Mông, gà nhiều cựa Phú Thọ, gà Tiên Yên, gà Ri Ninh Hòa; ngan Dé, Trâu, Sen.

### Đặc điểm
Đặc điểm nổi bật và quý của các giống vật nuôi nội địa là khả năng chống chịu bệnh tật cao, khả năng sử dụng thức ăn nghèo dinh dưỡng tốt (chịu kham khổ), thịt thơm ngon, thích nghi với điều kiện môi trường sinh thái của từng vùng nơi chúng sinh ra, thích nghi với khí hậu, tập quán canh tác địa phương, khả năng đề kháng bệnh tật cao mặc dù những giống và những nguồn gen này năng suất còn thấp. Các giống gia cầm quý hiếm bao giờ cũng có khả năng phòng chống dịch bệnh tốt hơn rất nhiều so với giống nuôi công nghiệp vì đó mà người chăn nuôi hay sử dụng con cái của giống địa phương lai với con đực của giống nhập ngoại. Các giống địa phương thường có những gen quý, tuy nhiên việc sử dụng các gen này một cách riêng biệt không dễ vì chính chúng lại có thể liên kết với những gen không mong muốn.
Năng suất, chất lượng giống vật nuôi hiện nay nhìn chung đều thấp, hiệu quả và hệ số quay vòng thấp. Công tác quản lý chất lượng con giống, phòng trị bệnh chưa được quan tâm. Chất lượng con giống chưa được chú trọng, nhiều nông dân chọn những giống vật nuôi chất lượng thấp, hiệu quả chăn nuôi không cao, nhiều người thường sử dụng vật nuôi thương phẩm làm giống dẫn đến giống vật nuôi bị rối loạn sinh sản, không đẻ được, tỷ lệ sống thấp Đàn giống vật nuôi bố mẹ chưa được cải tiến, phần lớn con giống được sản xuất từ các cơ sở tư nhân và chất lượng giống chưa được kiểm soát. Giống vật nuôi Việt Nam hiện nay cả về số lượng, lẫn chất lượng chưa đáp ứng yêu cầu sản xuất, con giống chủ yếu mua giống từ các địa phương, quốc gia khác, tình trạng buôn bán, lưu thông giống vật nuôi không rõ nguồn gốc, không đảm bảo chất lượng, không an toàn dịch bệnh thường xuyên diễn ra.
Các giống trong nước tuy năng suất thấp, nhưng mang các gien quý giá quyết định chất lượng sản phẩm, đồng thời chúng có khả năng chống chịu bệnh tật và tính thích nghi cao với điều kiện chăn thả tự nhiên. Trải qua hàng chục năm, hàng trăm năm, người Việt mới thuần hóa, chọn lọc, lai tạo được các giống vật nuôi để lại như ngày nay, nhưng nay dưới áp lực của việc tăng năng suất, người chăn nuôi hầu như đã bỏ quên các giống trong nước vốn có rất nhiều đặc tính tốt mà chỉ chú trọng khai thác giống nhập từ bên ngoài.
Việt Nam chưa có một chiến lược quốc gia dài hạn và đầu tư thỏa đáng để phát triển giống vật nuôi, trong đó có chương trình bảo tồn, phát triển và khai thác các giống bản địa, thiếu các biện pháp đánh giá và kiểm soát công tác lai tạo giống, dẫn đến tình trạng lai tạo giống một cách tùy tiện, khiến giống không được đánh giá, kiểm soát về chất lượng nhưng vẫn được lưu thông và một số giống nội địa đã bị pha tạp, có nguy cơ biến mất, thiếu giải pháp kiểm soát các giống nhập ngoại trôi nổi, không rõ nguồn gốc, được nhập lậu từ Trung Quốc.

### Nguy cơ
Đến nay, những nguồn gen lợn quý đã bị mai một đi rất nhiều và đã có rất nhiều giống vật nuôi đặc sản hiện nay như lợn ỉ, lợn H’mông, lợn rừng, gà ri… đã bị tuyệt chủng hoặc mất giống thuần chủng. Trước đó đã mất đi ít nhất 8 giống vật nuôi khá nổi tiếng như lợn ỉ mỡ, lợn Phú Khánh, lợn Thuộc Nhiêu, gà Sơn Vi.... Có 8 giống vật nuôi bản địa của người Việt đã mất đi hẳn như thế. Dòng lợn ỉ mỡ, lợn Sơn Vi, gà Văn Phú… toàn những giống phổ biến ngày xưa, thịt có vị rất đặc trưng nhưng đã không có may mắn được bảo tồn kịp thời, nên đã mất giống. Thống kê của Viện Chăn nuôi, có 2 giống đã mất giống, 1 giống lợn ỉ đen không rõ còn hay mất, 3 giống nguy cơ mất và 26 đang giảm nhanh về số lượng chưa nói đến chất lượng. Theo FAO, đã có 5 giống bị tuyệt chủng, 50% số còn lại nằm dưới con số 20 con đực và 1000 con cái. Điều đó khiến Việt Nam đang đứng trước nguy cơ thất thoát nguồn gen vật nuôi.
Ngành chăn nuôi trong thời hiện đại hóa, thiên tai dịch họa và bệnh tật là những nguyên nhân gây ra sự thất thoát này. Cùng với sự mở cửa với thế giới bên ngoài, các giống ngoại được nhập ồ ạt. Phong trào đổi mới giống chăn nuôi được nhân rộng cũng là mối đe dọa đến nguồn gen bản địa. Trong khi đó, các địa phương lại không đủ sức để phát hiện, giữ lại các giống, quần thể vật nuôi tiềm ẩn Bình thường, các giống nội địa được nuôi nhưng chỉ cần một trào lưu nuôi con giống mới, hay qua một đợt lũ quét là có nguy cơ, có không ít giống được bị tuyệt chủng. Lợn Vân Pa (của đồng bào Vân Kiều) có thói quen tự dọn ổ, sức đề kháng tốt, thịt thơm đang được làm đề án bảo tồn khi số lượng chỉ còn cỡ chục con.
Quá trình công nghiệp hóa quá nhanh cộng với việc nhập ồ ạt các dòng gà công nghiệp vào Việt Nam là một trong những nguyên nhân chính gây ra nhiều loại dịch bệnh, khiến gà thuần chủng bị lai tạp, dẫn tới khả năng chịu đựng bệnh tật kém và bị tuyệt chủng. Chỉ tính riêng với gà, đến nay Việt Nam đã bị tuyệt chủng giống gà Văn Phú (phân bố chủ yếu ở tỉnh Phú Thọ). Quá trình công nghiệp hóa quá nhanh cộng với việc nhập ồ ạt các dòng gà công nghiệp vào Việt Nam là một trong những nguyên nhân khiến gà thuần chủng Việt Nam bị lai tạp, dẫn tới tuyệt chủng. Tuy nhiên, công tác bảo tồn các giống gà quí hiếm cũng gặp nhiều khó khăn bởi mỗi năm kinh phí.

### Bảo tồn

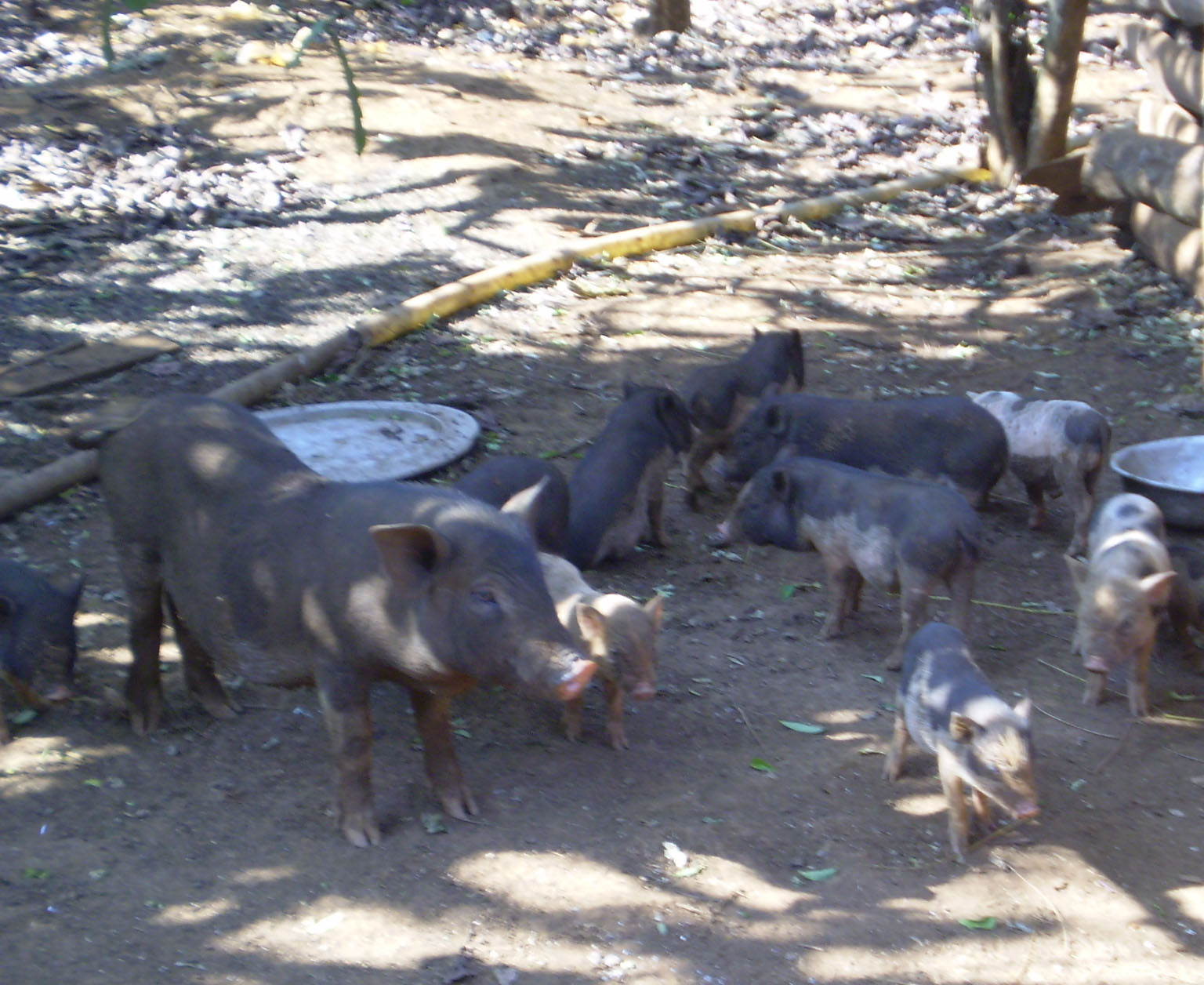
Lợn sóc, giống lợn của người Ê-Đê

Hơn 10 năm qua dù muộn màng, Việt Nam đã quan tâm đến bảo tồn và phát triển nguồn đa dạng sinh học của các giống vật nuôi bản địa. Đã có hơn 50 giống vật nuôi bản địa được nghiên cứu, phát hiện, bảo tồn và phát triển. Một số giống đã được phục hồi và trở thành hàng hóa, mang lại lợi ích cho người nông dân. Trong đó, có 14 loài vật nuôi mới quý hiếm, nhiều giống vật nuôi có vốn gen quí hiếm ở Việt Nam đã được cứu vãn và phục hồi thành công như: lợn Móng Cái, lợn Táp Ná (Cao Bằng), ngựa Bạch, gà H’mông, gà Tè (lùn), vịt Bầu Bến (Hòa Bình), vịt Kỳ lừa, vịt đốm (Lạng Sơn). Từ năm 1990, Viện chăn nuôi quốc gia đã thu gom được hơn 50 giống gà, lợn, dê, trâu, bò mà người Việt đã thuần dưỡng trong quá trình lịch sử. Những giống lợn rừng lai, lợn Mán, lợn Mường Khương, lợn H’mông, lợn cỏ đang được nuôi cung cấp cho các cửa hàng đặc sản hiện nay đều xuất phát từ cái nôi giữ giống ở Viện chăn nuôi Viện Chăn nuôi cũng đã phối hợp với các đơn vị bảo tồn được 44 giống vật nuôi có nguy cơ truyệt chủng. Viện Chăn nuôi mới chỉ nuôi giữ và phát triển được 9 giống gà, vịt, ngan, ngỗng tại Viện, còn lại hầu hết chúng được nuôi thả trong các hộ dân.
Đến năm 2015, Nhà nước đã ban hành Danh mục nguồn gen vật nuôi quý hiếm cần bảo tồn. Trong đó, có nhiều vật nuôi quý như gà Hồ, gà Đông Tảo, lợn Ỉ, ngan Dé, ngỗng Sư Tử...Cụ thể, đối với giống lợn là lợn Ỉ, lợn Ba Xuyên, lợn Cỏ, lợn Mán, lợn Táp Ná, lợn Vân Pa. Các loại gia cầm cần bảo tồn là: Các giống gà (gà Hồ, gà Mía, gà Đông Tảo, gà Tè (lùn), gà Tre); các giống vịt (vịt Bầu Bến, Bầu Quỳ, vịt Kỳ Lừa); các giống ngan (ngan Dé, ngan Trâu); và các giống ngỗng (ngỗng Cỏ, ngỗng Sư Tử). Ngoài ra, giống bò Mèo (bò H'Mông), bò U đầu rìu và ngựa Bạch cũng nằm trong danh sách nguồn gen vật nuôi quý hiếm của Việt Nam cần bảo tồn.
Hiện đã có 74 nguồn gen đã được đưa vào danh sách cần được bảo tồn, lưu giữ, sử dụng có hiệu quả trong sản xuất Hiện nay, Giống mới phát hiện như lợn Nàng Hương (Cao Bằng) vừa được phát hiện, lợn Mường Khương có đặc tính hoang dã cao đã giao cho một số cơ sở địa phương nuôi, nay cơ bản đã an toàn 13-14 loài lợn còn lại hiện nay sẽ thoát khỏi những nguy cơ mà không ai nghĩ loài này đang gặp phải, đó là mất giống.Những giống này nếu được người sành ăn chấp nhận, giá trị kinh tế cao, người dân sẽ nuôi nhiều. Như thế không những giống quý không mất đi mà người nông dân sẽ có thêm cơ may để tăng thu nhập.
Từ năm 2001 - 2013, có 74 nguồn gen được đưa vào danh sách cần bảo tồn lưu giữ, trong đó, một số nguồn gen đã được đưa ra nhân rộng như gà Mông, vịt cỏ, cừu Phan Rang, lợn Móng Cái... Nhiều nguồn gen được cứu khỏi tình trạng tuyệt chủng: lợn ỉ, lợn Ba Xuyên, gà tè, vịt Bầu Bến, vịt Kỳ Lừa, gà H’mông, gà Ác, gà Hồ, vịt Cỏ, vịt Kỳ Lừa, vịt Đốm, vịt Pất Lài, cừu Phan Rang, lợn Móng Cái. Viện Chăn nuôi cũng đã bổ sung 20 nguồn gen vật nuôi mới phát hiện, đưa vào khai thác, và phát triển 23 nguồn gen, cho lai tạo 17 nguồn gen bản địa với các nguồn gen nhập nội và một số giống rải rác khác như lợn Bản, lợn cắp nách, lợn mọi.
Những cuộc điều tra này đã tìm ra giống gà lông xước ở vùng cao Hà Giang (lông toàn thân luôn xù lên), gà lông mượt (toàn thân gà từ lúc nhỏ đến khi trưởng thành đều phủ lông tơ mịn như gà con mới nở), lợn hung (Hà Giang), gà mán (Mường Nhé, Điện Biên) chân to đùi dài, vịt Sín Chéng (Si Ma Cai, Lào Cai), lợn lửng Phú Thọ, Lợn đen Mường Tè (Lai Châu), gà bánh lái Kon Tum đuôi to như bánh lái của tàu thủy, lợn lang Chư Prông (Gia Lai), gà nòi miền Tây (ngày nay là các giống gà tre Tân Châu, gà Cao Lãnh, gà Chợ Lách) đã phát hiện ra 20 nguồn gen mới, bổ sung vào danh sách các đối tượng nguồn gen đã có như trâu Langbiang (Lâm Đồng), trâu Bảo Yên (Lai Châu), gà Liên Minh (Quảng Ngãi), lợn Mường Lay (Cao Bằng), gà kiến (Bình Định).
Riêng Viện Chăn nuôi có nhiều sản phẩm về giống gia cầm như giống gà thả vườn, vịt hay lợn năng suất cao, tinh bò đông lạnh chiếm tỷ lệ cao trong cả nước. Tinh bò đông lạnh, Viện hiện đang cung ứng được 65% thị phần cả nước, giống gà lông màu đang chiếm trên 30%, vịt giống chất lượng cao khoảng 45%, việc bảo tồn nguồn gen tốt sẽ là lợi thế của ngành chăn nuôi khi Việt Nam hội nhập, thậm chí các sản phẩm đặc sản hoàn toàn có thể xuất khẩu với giá cao, nếu muốn duy trì nguồn gen này phải xây dựng được hệ thống bảo tồn. Cần có những trang trại lớn, giữ quỹ gen và cung cấp các sản phẩm cho người chăn nuôi, giúp nguồn gen quý không bị mai một sau mỗi một lần lai tạo.
Hiện nay, Viện Chăn nuôi đang bảo tồn 24 giống vật nuôi, trong đó có 7 giống gà, là gà Lạc Thủy, gà Lạc Sơn (Quảng Bình), gà kiến (Bình Định), gà Quý Phi, gà chín cựa, gà Lôi lam đuôi trắng, gà Xước Hà Giang. Do kinh phí eo hẹp nên hiện tại Trung tâm thuộc Viên mới chỉ nuôi giữ được 2 giống lợn ỉ và Lũng Pù, 3 giống thủy cầm, 7 giống gà và một số giống khác. Nếu phát hiện có giống vật nuôi quý hiếm, chỉ con nào có khả năng nhân giống mới đem về trung tâm nghiên cứu. Còn lại cũng mới chỉ dùng phương pháp hỗ trợ tại dân. nhiều giống vẫn chưa được bảo tồn ở mức độ an toàn như lợn Hương (Cao Bằng), gà Xước, gà chân lông (Hà Giang), gà Sáu ngón (Lạng Sơn) do số lượng bảo tồn ít, một số giống được nuôi ở địa bàn hẹp, kỹ thuật lai tạo giống kém dẫn đến việc khai thác các giống bản địa kém, có thể bị lai tạp và khả năng đồng huyết cao. kinh phí và công nghệ cần tiếp tục được đầu tư đúng mức hơn..
Theo Chiến lược Giống vật nuôi đến năm 2020 thì tỷ lệ thụ tinh nhân tạo cho đàn heo nái từ 43-44% (năm 2015) tăng lên khoảng 60% (năm 2020). Giống gia cầm bảo tồn nguồn gien giống gà, vịt nội quý hiếm và phát triển nguồn gien thông qua bảo tồn tại chỗ; tạo các cặp lai phù hợp với phương thức nuôi tại các vùng miền. Giống gà ngoại, chọn tạo và nhân thuần các dòng năng suất cao phù hợp với điều kiện sinh thái của Việt Nam. Đối với bò thịt, nâng tỷ lệ bò lai từ 52% hiện nay lên 70% tổng đàn bò thịt cả nước vào năm 2020 Cùng thời điểm này, tổng đàn bò sữa đạt mốc khoảng 300.000 con, tốc độ tăng trưởng bình quân trên 15% năm Điển hình như giống gà nhập từ nước ngoài được chọn lọc nhân thuần và nuôi giữ tại các cơ sở giống sau đó được sử dụng làm mái nền để lai với các giống gà nội nhằm nâng cao chất lượng thịt.
Danh sách và phân bố các giống vật nuôi nội địa Việt Nam gồm các giống sau đây (chưa đầy đủ):

## Giống trâu

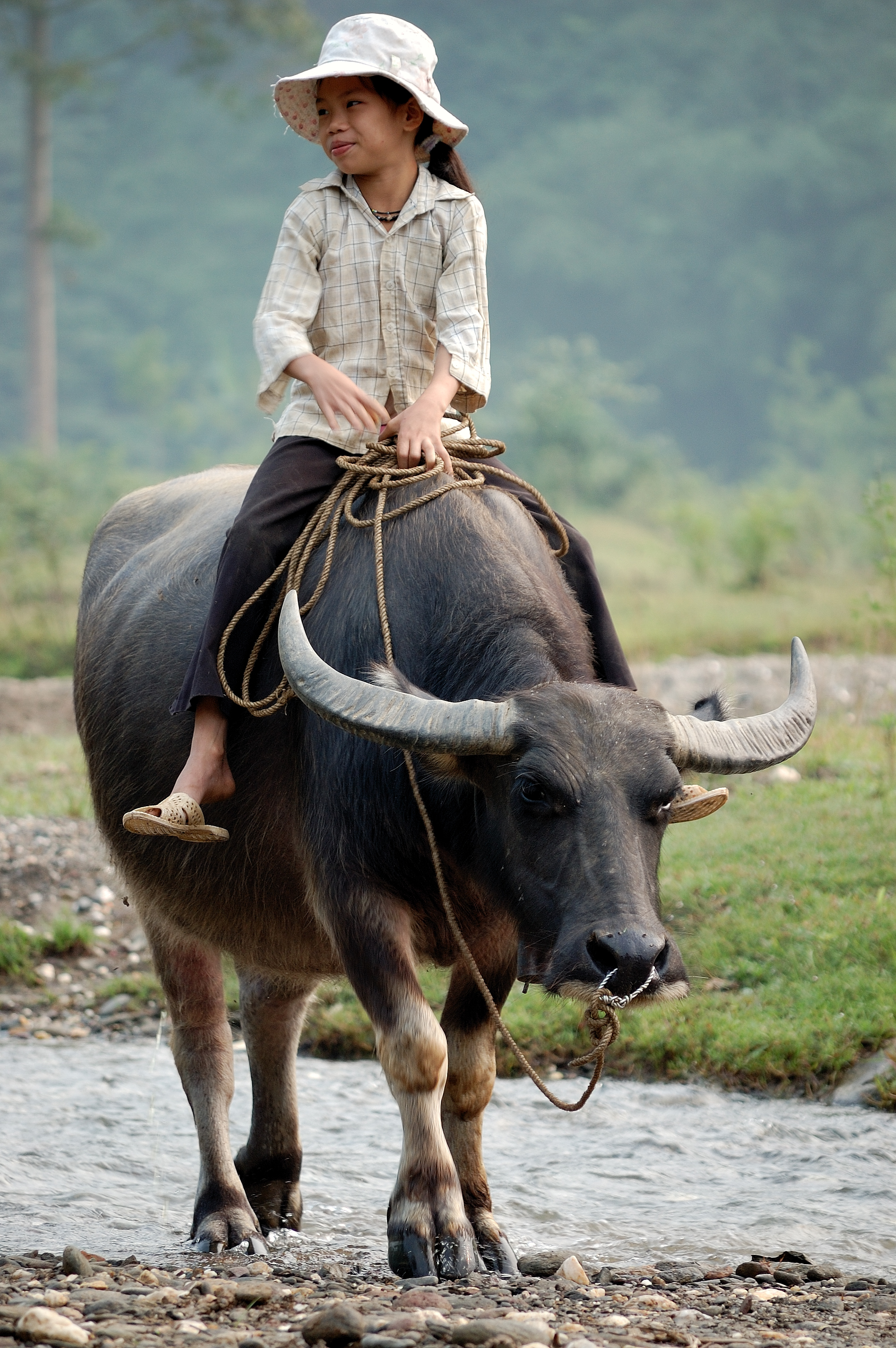
Một con trâu nội

Các giống trâu có nguồn gốc ở Việt Nam còn được gọi chung là Trâu nội hay trâu ta. Dưới đây liệt kê một số giống trâu nội thường gặp ở Việt Nam.

### Trâu nội
Trâu nội thuộc nhóm trâu đầm lầy châu Á. Kết cấu ngoại hình với mục đích kéo cày là chủ yếu. Màu đặc trưng màu tro sẫm, lông thưa, da dày khô. Đại bộ phận có vạch loang cắt ngang qua phía dưới cổ họng và một hình chữ V thấp hơn chạy ngang qua phía trên ngực. Ít khi có trâu màu trắng. Đầu to ngắn, sừng dài, đen, nhọn và cong về phía sau, cổ dài thẳng, có nhiều nếp nhăn; vai vạm vỡ khỏe mạnh; ngực lép; bụng to tròn; lưng dốc về phía sau. Mông thường phát triển tốt.

### Trâu Ngố
Là một giống trâu nội có nguồn gốc ở miền Bắc Việt Nam, đặc biệt là các tỉnh miền núi phía Bắc như vùng Lục Yên thuộc Yên Bái, vùng Hàm Yên thuộc Tuyên Quang và huyện vùng cao Chiêm Hóa, Tuyên Quang vốn nổi tiếng có giống trâu ngố vóc dáng to, khỏe. Giống trâu ngố Lục Yên là giống trâu tốt, có tầm vóc to, khỏe. Những con trâu ốm yếu thì được gọi là trâu Dé.

### Trâu Bảo Yên
Trâu Bảo Yên là những giống trâu được nuôi tại huyện Bảo Yên thuộc tỉnh Lào Cai, nơi được coi là vùng trâu giống Quốc gia của Việt Nam. Trâu Bảo Yên đã được cấp văn bằng bảo hộ chỉ dẫn địa lý tại Việt Nam. Trâu Bảo Yên có từ xa xưa, chủ yếu là trâu nội. Đến 1960, Bộ Nông nghiệp Việt Nam nhập trâu Murah từ Ấn Độ nhằm cải tạo, nâng cao năng suất, sức kéo đàn trâu địa phương, trâu ở Bảo Yên là trâu lai (Murah – Nội).

### Trâu Langbiang
Trâu Lang Biang hay còn gọi là trâu Lạc Dương được nuôi tại huyện Lạc Dương, Lâm Đồng. Trâu có sừng, chân to, ngắn, mông nở, cổ dài và nhỏ với 2-3 vòng trắng dưới cổ rất dễ nhìn, mặt và mắt cũng có nhiều điểm trắng. Đây là loài trâu đầm to nhất so với đồng loại ở các vùng miền khác của Việt Nam. Khối lượng trung bình của trâu đực Lang Biang là 669 kg và con cái là 500 kg, cá biệt, một số trâu cái nặng tới 874 kg (vòng ngực 223 cm, chiều cao thân 139 cm), Trong khi đó, trâu đầm to nhất ở Việt Nam chỉ nặng 450–500 kg.

## Giống bò
Bò Việt Nam hay còn gọi là bò ta, bò nội, bò địa phương nguồn gốc từ bò Bos indicus, nhánh bò châu Á, có u như bò U Ấn Độ (bò Zebu), hầu hết màu vàng, vàng nhạt hoặc vàng đậm, nên có tên chung là bò vàng Việt Nam hay bò Vàng. Nhìn chung giống bò Việt Nam nuôi để lấy sức kéo, một phần lấy thịt, hầu như không nuôi để lấy sữa. Chăn nuôi bò thịt hiện nay ở Việt Nam còn manh mún, nhỏ lẻ và được nuôi chủ yếu tại các hộ nông dân không chuyên nghiệp. Bò chủ yếu là chăn nuôi kiêm dụng, quy mô sản xuất nhỏ, giống năng suất thấp. Khi bán bò lại qua nhiều khâu trung gian, dẫn đến chi phí giao dịch trong toàn chuỗi cao. Trên thị trường thiếu các giống bò thịt cao sản, thiếu đàn bò cái chuẩn, nên giá bò giống quá cao. Mạng lưới thụ tinh nhân tạo bò không phát triển. Trong khi đó diện tích đồng cỏ cho chăn thả rất ít vì đa số đất đã sử dụng cho việc trồng các cây lương thực và cây công nghiệp.
Dưới đây liệt kê (chưa đầy đủ) một số giống bò nội địa được nuôi ở Việt Nam hiện nay:

### Bò Vàng
Bò vàng Việt Nam là giống bò địa phương thuộc nhóm giống bò vàng phương Nam, do vóc dáng nhỏ bé nên người ta hay gọi nó là loài bò cóc, bò cỏ. Bò phân bố tương đối tập trung (57 – 60 % tổng đàn) từ Thanh Hoá dọc theo Quốc lộ 1 đến miền Đông Nam Bộ. Giống bò này nuôi chủ yếu làm sức kéo từ lâu đời chưa được cải tạo, nên không có thiên hướng sản xuất rõ rệt, không có tên riêng mà gọi theo địa danh: Bò Thanh Hoá, bò Nghệ An, bò Bình Định, bò Phú Yên. Bò Vàng Việt Nam có các dòng là Bò Thanh Hóa và bò Nghệ An.

### Bò H’Mông

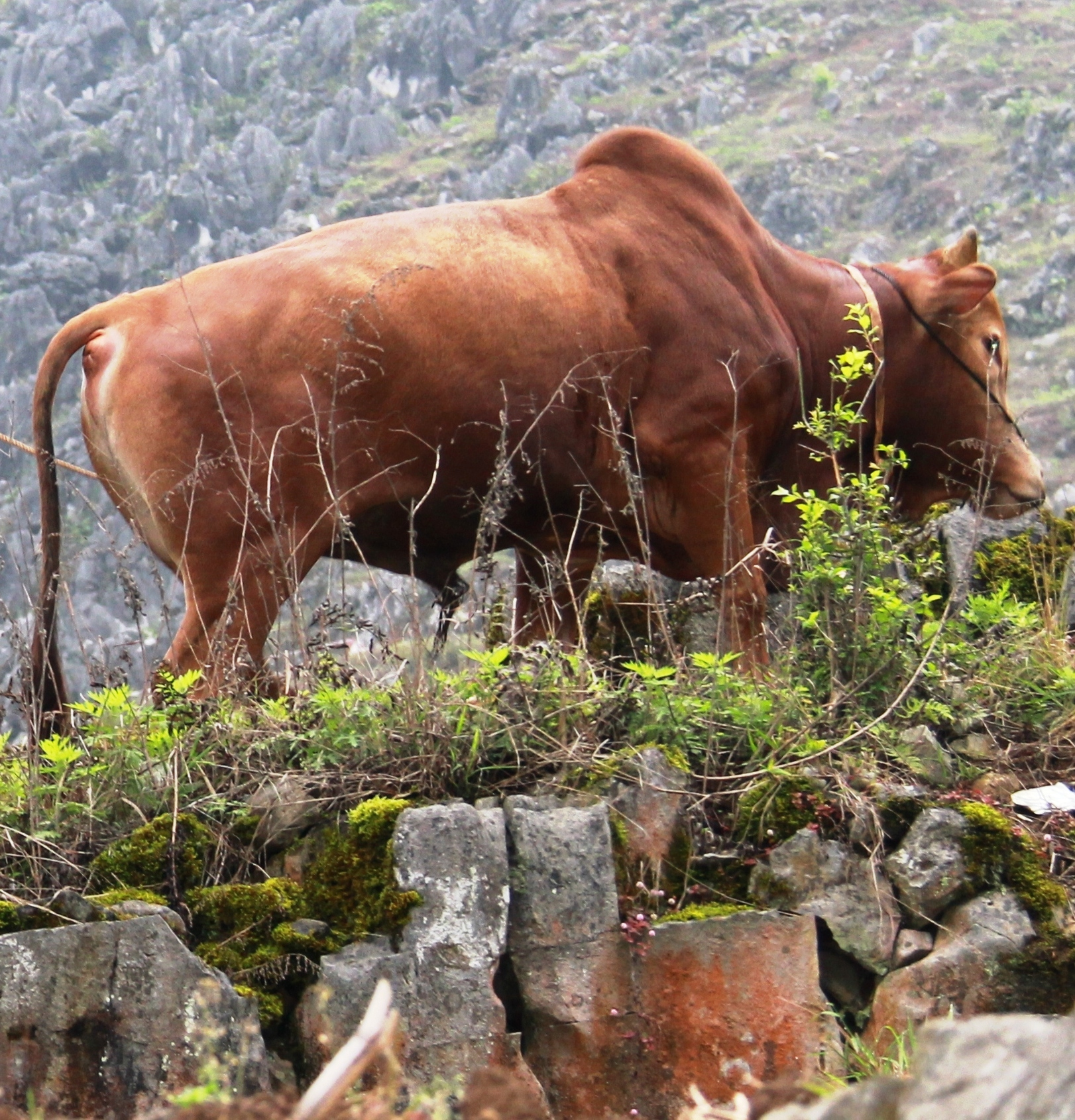
Một con bò Mèo

Được nuôi nhiều nhất ở vùng rẻo cao vùng Hà Giang, Cao Bằng tại các huyện Đồng Văn, Mèo Vạc, chúng được người Mông và các dân tộc anh em bản địa nuôi khá phổ biến. Hiện nay giống bò này đang nằm trong danh sách bảo tồn nguồn gen quý. Là giống bò chủ yếu do người H'mông chăn nuôi, bò đực trưởng thành trên 5 năm tuổi có trọng lượng 500–800 kg. Đây là giống bò có nguồn gen quý với tỷ lệ mỡ giắt cao, độ dai là 6,5 kg sau 24 giờ giết mổ.

### Bò U đầu rìu
Là giống bò có nguồn gốc ở Nghệ An, Hà Tĩnh, tập trung chủ yếu tại huyện Nam Đàn (tỉnh Nghệ An), huyện Kỳ Anh (tỉnh Hà Tĩnh) và một số địa phương lân cận. Bò có màu lông từ vàng đến nâu nhạt, cao khoảng 110–115 cm. Đặc điểm nổi bật là ở con đực có u vai màu hơi đen giống hình cái rìu nên gọi là “u đầu rìu”. Mặt thanh, sừng ngắn to ở bò đực, nhỏ ở bò cái; tai nhỏ, thẳng, yếm thẳng và gọn; lông thưa, ngắn và mịn; đuôi dài, chỏm đuôi có màu đen.

### Bò Phú Yên
Là một giống bò vàng nội địa có xuất xứ từ Phú Yên. Đây là giống bò được Nhà nước công nhận là giống vật nuôi được phép kinh doanh, sản xuất. Bò Phú Yên nặng 250 –350 kg, thuộc bò U, có tầm vóc lớn. Sừng chĩa về phía trước, cổ ngắn, yếm rộng, màu lông vàng sẫm, đỏ sẫm hay đỏ nhạt. Bò Phú Yên nổi tiếng là giống tốt, theo đúng tiêu chuẩn: mình lăn, đùi treo, ngực nở, mình hổ cổ rô, tai nhỏ, mí mắt mỏng, da mỏng lông mượt, ống chân thắt tròn, gót chân mỏng, móng tròn.

### Bò Bảy Núi
Bò Bảy Núi hay bò đua Bảy Núi được nuôi ở vùng Bảy Núi thuộc Tri Tôn, An Giang, phổ biến trong lễ hội đua bò Bảy Núi. Bò chính gốc Bảy Núi, còn gọi là bò "Cu", chúng nhỏ con nhưng thân mình liền lạc, nhanh, mạnh và bền, dáng thấp, nhỏ với sắc lông vàng chiếm ưu thế, có sự phân bổ cơ, xương rất đặc thù, cho phép bò có được sức rướn, sức bật nhanh mà đảm bảo được sức bền vượt trội. Hiện nay, bò đua đứng trước nguy cơ tuyệt chủng vì tập quán thiến (hoạn) bò đực từ nhỏ và nhất là phong trào Sind hoá đàn bò.

### Bò lai
Bò lai hay tổ hợp lai của các giống bò giống bò nội mặc dù dễ nuôi, ít bệnh nhưng năng suất nuôi không cao. Trong khi các giống bò trên thế giới có năng suất nuôi thịt cao, nhưng lại đòi hỏi kỹ thuật chăm sóc và chất lượng thức ăn tốt. Các nhà chăn nuôi ở Việt Nam đã nhập tinh bò ngoại hoặc đực giống về cho gieo phối với bò cái để cải tạo năng suất chăn nuôi. Các tổ hợp bò lai gồm: Bò lai Sind là con lai cấp tiến giữa bò đực giống Sindi đỏ và bò cái Vàng Việt Nam, phân bố rải rác ở nhiều nơi, đặc biệt là vùng Đồng bằng Sông Hồng, Đồng bằng Sông Cửu Long. Ngoài ra có bò lai Charolaise, Bò lai Droughtmaster, Bò lai Brahman, Bò lai BBB F1.

## Giống ngựa
Các giống ngựa của Việt Nam gọi chung là ngựa nội, hay ngựa ta, chúng chủ yếu dùng làm ngựa thồ, ngựa kéo xe (xe thổ mộ, xe đám cưới). 

### Ngựa nội

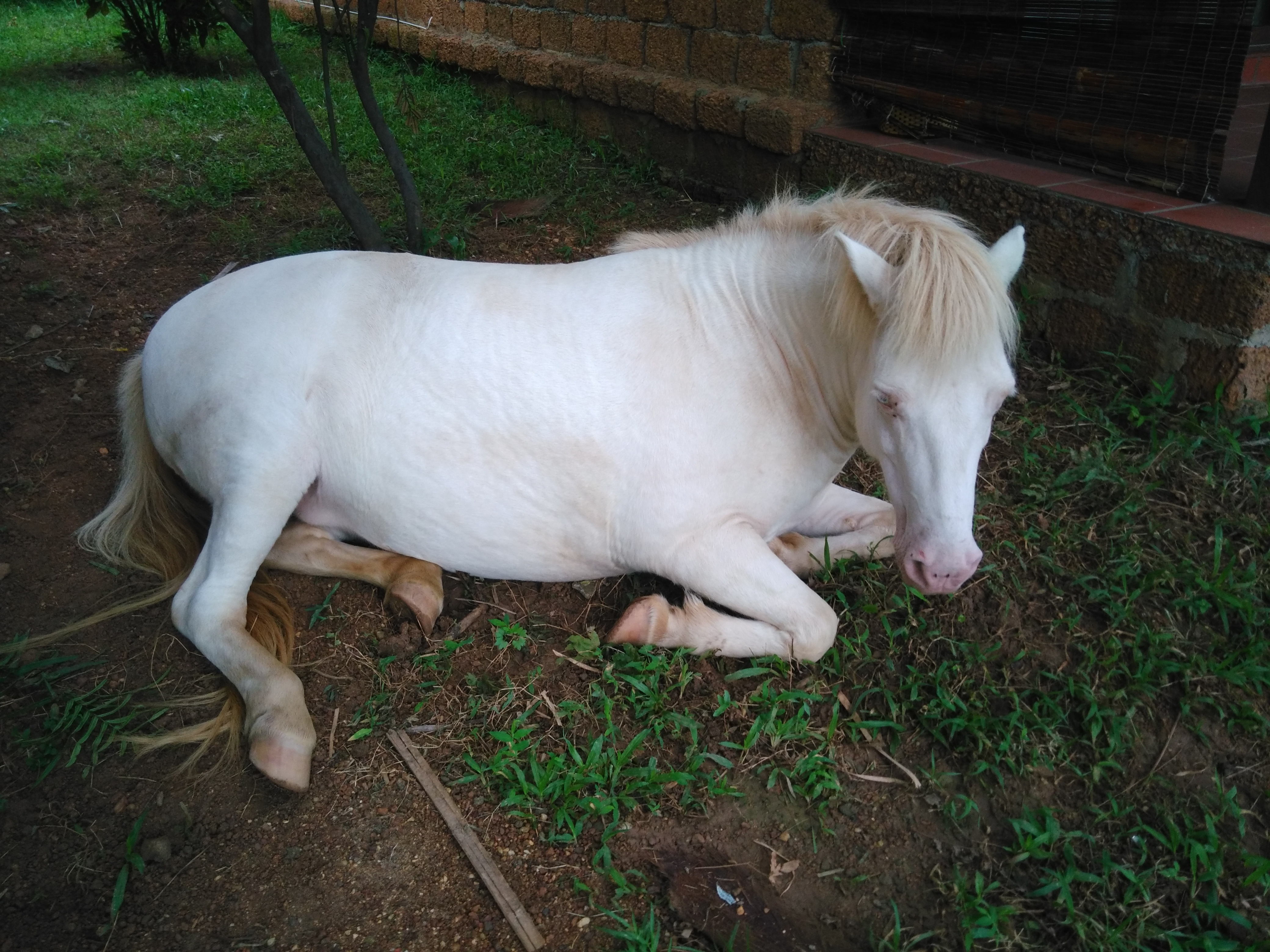
Một con ngựa bạch Việt Nam ở Sơn Tây

Hiện nay, Việt Nam có giống ngựa nội được phổ biến ở các vùng đồi núi trung du phía Bắc Việt Nam hay còn gọi là ngựa Bắc Hà hay ngựa Cao Bằng. Chúng là loại kiêm dụng, dùng vào việc thồ hàng (ngựa thồ) ở miền Bắc và kéo xe thổ mộ ở miền Nam. Ngoài ra ở Đà Lạt từ xưa đến nay tồn tại quần thể ngựa Đà Lạt là các con ngựa cỏ được người dân tộc nuôi và nay có lai tạo với ngựa ngoại để làm du lịch (ngựa cưỡi du lịch, ngựa kéo xe du lịch).
Ngựa nội gồm hai dòng là Ngựa Màu (nâu) và Ngựa Bạch, chúng đang bị lai tạp nhiều. Ngựa nội có tầm vóc và vóc dáng thấp nhỏ, cao chừng 1,5m, bề cao vai khoảng 1,2m, có trọng lượng 150–170 kg, chúng có kết cấu chưa cân đối, đầu hơi to, cổ hơi nằm ngang, ngực hơi lép, lưng hơi võng, bụng to, phình ra, đùi chưa phát triển, chân nhỏ, thế dứng của haichân chưa tốt nhất là chân sau. Chạy nhanh cũng chỉ khoảng 25–28 km/giờ, kém xa so với tốc độ ngựa đua trên thế giới. 

### Ngựa bạch
Là một giống ngựa sắc trắng (ngựa trắng) có xuất xứ từ Cao Bằng do bị bạch tạng (ngựa bạch). Chúng là dòng ngựa quý, hiếm, có số lượng rất ít ở Việt Nam hiện nay, được phân bố rải rác ở một số tỉnh miền núi Đông Bắc Việt Nam, phân bố chủ yếu ở ba tỉnh Đông Bắc là Lạng Sơn, Cao Bằng, Bắc Giang. Chúng được nuôi để lấy cao ngựa. Đây là giống vật nuôi quý hiếm được nhà nước Việt Nam công nhận là một giống vật nuôi.

### Ngựa Phú Yên
Là giống ngựa lâu đời được nuôi ở một số tỉnh miền Trung như Phú Yên, Bình Định, Quảng Ngãi, Khánh Hòa, trong đó thủ phủ là tỉnh Phú Yên, đây là xứ ngựa nổi tiếng một thời. Ngựa Phú Yên từng được đánh giá cao, dùng vào nhiều việc, từng được xem là giống ngựa tốt, thường được chọn dâng triều đình nhà Nguyễn làm ngựa dụng. Ngựa hiện được dùng nhiều để kéo, cưỡi, thồ.

## Giống dê
Các giống dê của Việt Nam gọi chung là dê nội, hiện nay ở Việt Nam có giống dê cỏ là giống bản địa và được nuôi rộng rãi, ngoài ra còn có giống dê Bách Thảo là giống nội địa hóa các giống dê nhập ngoại.
Dưới đây liệt kê một số giống dê nội địa của Việt Nam hiện nay:

### Dê cỏ
Dê Cỏ được nuôi ở hầu hết các vùng sinh thái của Việt Nam theo phương thức chăn thả quảng canh, với mục đích lấy thịt. Chúng dễ nuôi, khả năng thích ứng rộng và có khả năng chống chịu với bệnh tật rất tốt. Thịt dê Cỏ thơm ngon, được ưa chuộng (Dê núi Ninh Bình). Đa số lông có màu vàng nâu hoặc đen loang trắng, chúng nhỏ con, thành thục sớm.

### Dê Bách Thảo
Là giống dê do lai tạo mà có ở Việt Nam, chúng là giống kiêm dụng sữa – thịt được hình thành từ việc lai giống giữa dê Alpine, dê British-Alpine của Pháp với dê Ấn Độ, đây là giống dê to con, có lông đen, tai cụp và là giống dê kiêm dụng sữa và thịt dê. Dê hiền lành, có thể nuôi nhốt hoàn toàn hoặc nuôi nhốt kết hợp với chăn thả ở các vùng. 

## Giống cừu
Ở Việt Nam hiện nay chỉ nuôi một giống cừu nội địa duy nhất.

### Cừu Phan Rang
Cừu Phan Rang là giống cừu duy nhất ở Việt Nam hiện nay, chúng được du nhập vào bởi các giáo sĩ Công giáo. Giống cừu này được hình thành hơn 100 năm, trải qua những điều kiện khí hậu nắng nóng gần như quanh năm, dưới sự tác động của chọn lọc tự nhiên và nhân tạo, đã thích nghi cao với điều kiện sinh thái của Ninh Thuận, giữa cái nắng như đổ lửa đàn cừu vẫn tha thẩn gặm cỏ khô trên những gò cát trơ trụi, nóng bỏng.

## Giống lợn

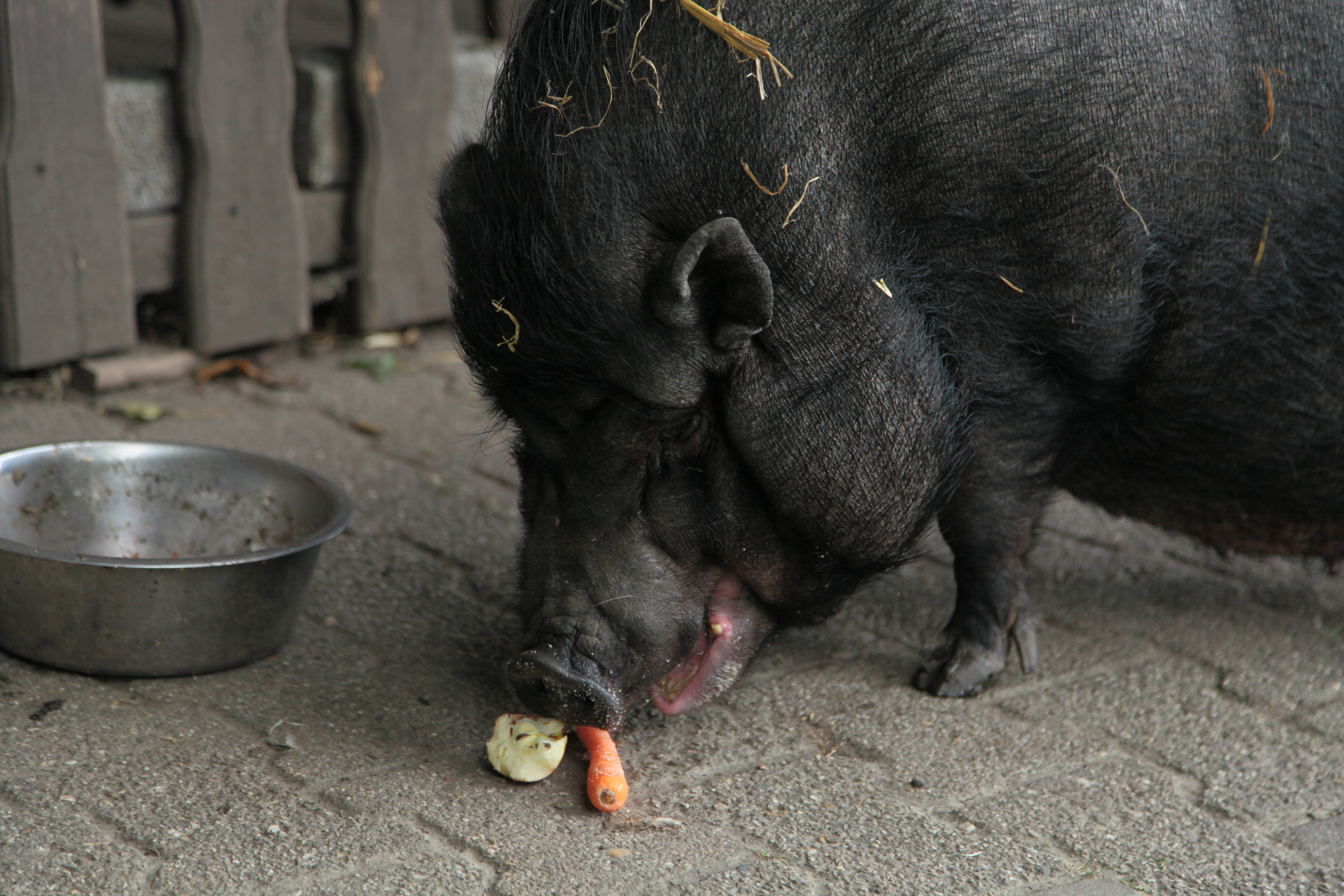
Một con lợn Ỉn của Việt Nam

Các giống lợn truyền thống Việt Nam rất nhiều mỡ và sinh trưởng chậm. Do vậy, chúng không phù hợp với nhu cầu phát triển kinh tế. Do đó, hiện nay, người dân Việt Nam có xu hướng nuôi lợn lai nhập nội, dẫn đến nguy cơ mất dần đi những giống lợn bản địa. Một số giống lợn đã được đưa vào Danh mục nguồn gen vật nuôi quý hiếm cần bảo tồn của Việt Nam, gồm: lợn ỉ, lợn Ba Xuyên, lợn cỏ, lợn mán, lợn Táp Ná, lợn Vân Pa.
Riêng các giống lợn bản địa đã có tới 20 loại, như lợn ỉ, Móng Cái, Thuộc Nhiêu, lợn hung (Hà Giang), lợn Vân Pa (Quảng Trị), lợn Mường Khương (Lào Cai), lợn Táp Ná (Cao Bằng), lợn lửng Phú Thọ, lợn đen 14 vú Mường Lay (Điện Biên), lợn nâu (Sìn Hồ - Lai Châu) v.v… Như vậy hiện đã có 5 giống hoặc nhóm vật nuôi địa phương được phát hiện là tuyệt chủng hoặc ở mức độ tối nguy hiểm: lợn Ỉ mở, lợn Sơn Vi, lợn trắng Phú Khánh, lợn Cỏ Nghệ An. Hai giống lợn bản địa chủ yếu được đưa vào nghiên cứu là lợn lửng Phú Thọ và lợn đen 14 vú Mường Lay (Điện Biên).
Các giống lợn bản địa chủ yếu được bà con các dân tộc miền núi khắp các vùng từ Móng Cái (Quảng Ninh) qua dãy Trường Sơn đến Bình Phước lưu giữ và chăn nuôi ở quy mô nhỏ với phương thức thả rông. Tuy nhiên, trong những năm gần đây, nhiều người đang quay lại chăn nuôi các giống lợn bản địa vì các ưu điểm: thịt ngon, ít bệnh tật, giá trị kinh tế lớn. Tuy nhiên hệ thống chăn nuôi các loại lợn bản địa hiện còn nhiều nhược điểm: chủ yếu nuôi thả rông gây khó khăn cho việc ghép đôi giao phối, năng suất thịt thấp, quy mô nhỏ, sản lượng thấp khó trở thành sản xuất hàng hóa lớn.
Danh mục các giống lợn nuôi hiện nay được liệt kê (chưa đầy đủ) dưới đây gồm:

### Lợn Táp Ná
Lợn Táp Ná là một giống lợn nội của Việt Nam, được hình thành từ lâu đời chủ yếu ở huyện Thông Nông, tỉnh Cao Bằng. Người dân nuôi lợn ở vùng núi huyện Thông Nông, tỉnh Cao Bằng chỉ giao dịch mua bán lợn tại chợ Táp Ná do đó giống lợn nội Việt Nam này dần dần được người dân đặt tên là giống lợn Táp Ná. Ngoài nuôi phổ biến ở các bản làng hẻo lánh trên các vùng núi cao hiểm trở của huyện Thông Nông, tỉnh Cao Bằng.

### Lợn đen Lũng Pù

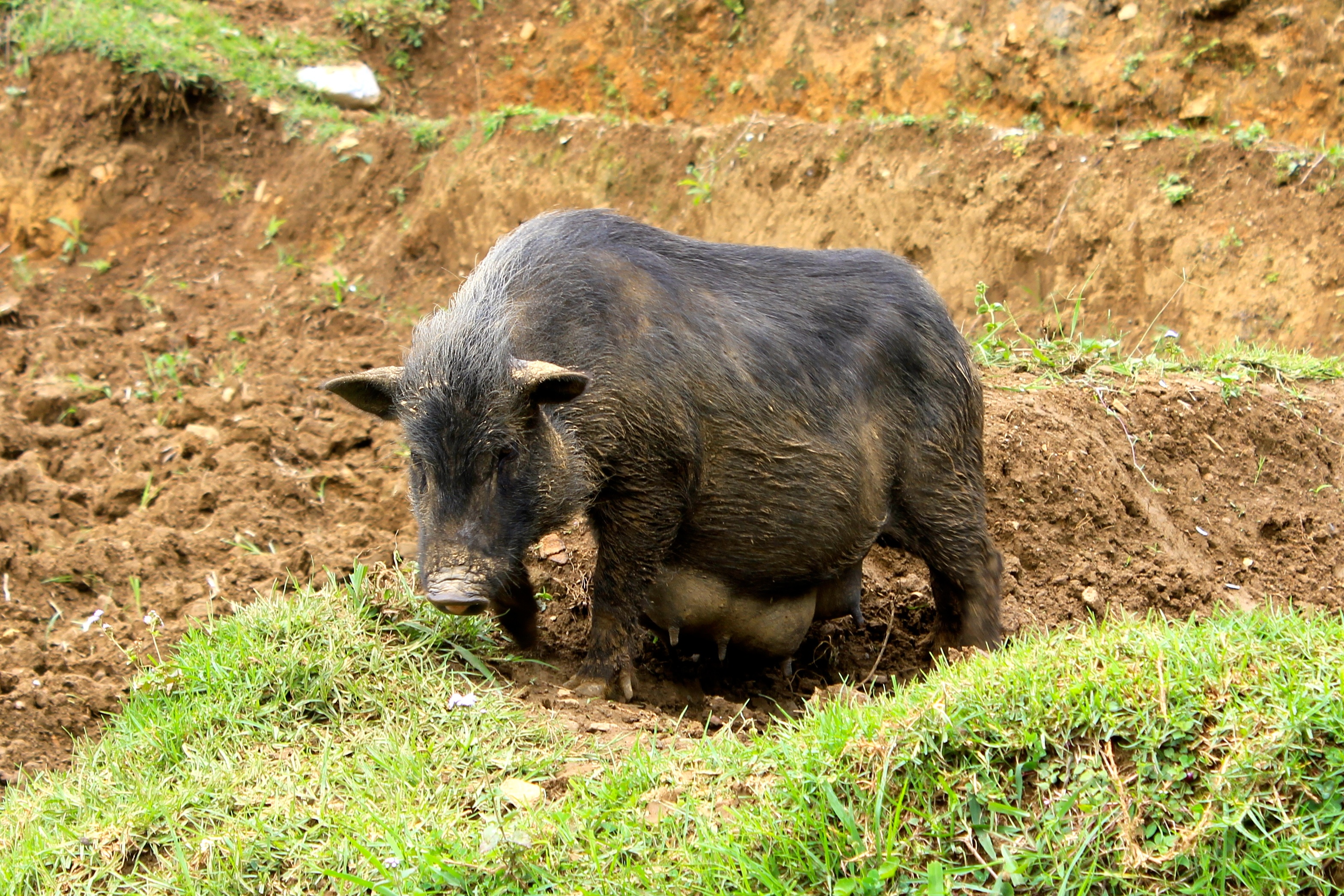
Một con lợn đen Sapa

Đây là giống lợn bản địa ở Mèo Vạc, hiện được chăn nuôi tại 4 huyện trong tỉnh Hà Giang. Lợn đen Lũng Pù có tầm vóc to lớn, nuôi 10 đến 12 tháng đạt trọng lượng 80 đến 90 kg. Lông đen, dày và ngắn; da thô; tai nhỏ cúp; mõm dài trung bình. Giống lợn này có hai loại hình, một loại 4 chân trắng và có đốm trắng ở trán và mõm, một loại đen tuyền. Đây là giống lợn chiếm tỷ lệ cao nhất và có chất lượng tốt nhất so với các giống lợn địa phương khác của Hà Giang.

### Lợn Mường Khương
Là một giống lợn được nuôi nhiều ở vùng núi phía Bắc và gắn liền với đời sống người H’Mông, chúng là giống lợn địa phương có từ lâu đời, được nuôi ở nhiều vùng thuộc tỉnh Lào Cai, nhiều nhất là ở huyện Mường Khương. Đây là một trong ba giống lợn quý ở các tỉnh phía Bắc, chúng cũng là một trong ba giống lợn nội chủ yếu làm nền lai kinh tế ở Miền Bắc Việt Nam. Lợn Mường Khương được nuôi chủ yếu được nuôi ở vùng trung du Bắc Bộ.

### Lợn Mường Lay
Lợn đen Mường Lay hay còn gọi là lợn đen 14 vú là một giống lợn nội địa ở Điện Biên. Lợn có 14 vú trở lên nên rất đông con, mỗi lứa đẻ trung bình 12-15 con, thậm chí tới 20 con/lứa. Đây là giống lợn đen phàm ăn, quen chịu đựng sương gió, thời tiết khắc nghiệt, ít bệnh, phát triển mạnh. Nuôi lợn đen Mường Lay ít tốn thức ăn nhưng chúng vẫn lớn đều, thịt săn chắc, thơm và ngọt, được coi là thực phẩm sạch nên được nhiều người ưa chuộng. Lợn đen 14 vú Mường Lay đã được tỉnh Điện Biên đưa vào danh sách bảo tồn và phát triển từ năm 2008.

### Lợn ỉ

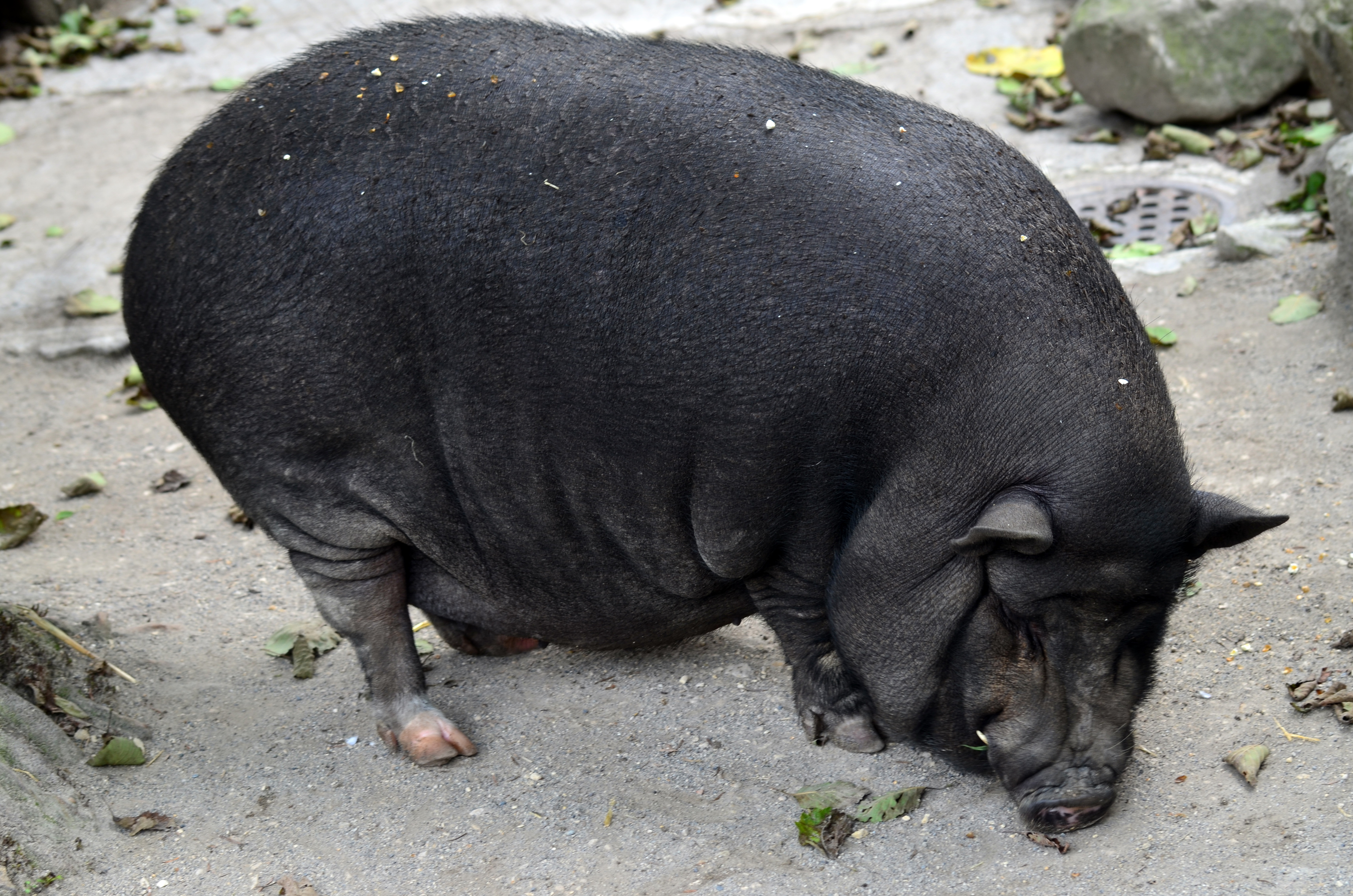
Một con lợn Ỉ mở

Lợn ỉ là một giống lợn địa phương ở miền Bắc Việt Nam, ngày nay ít được nuôi do hiệu quả kinh tế không cao và đang có nguy cơ tuyệt chủng. Giống lợn ỉ mỡ (hay còn gọi là lợn ỉ nhăn) có thịt ít mỡ nhiều (tỉ lệ nạc chỉ đạt 36% trong khi mỡ chiếm đến 54%). Nuôi lợn ỉ cả năm cũng chỉ đạt 40–50 kg, trong khi giống lợn thịt nuôi sáu tháng đã đạt 70 – 80 kg. Lợn ỉ mỡ hiện chỉ còn được nuôi tại một số hộ dân nghèo ở Hoằng Hóa, Thanh Hóa.

### Lợn Móng Cái
Lợn Móng Cái có xuất xứ từ thành phố Móng Cái, tỉnh Quảng Ninh, hiện nay đã có mặt ở nhiều tỉnh phía Bắc và miền Trung, Tây Nguyên. Lợn Móng Cái gồm 2 dòng: xương to và xương nhỡ. Lợn Móng Cái có đầu đen, giữa trán có đốm trắng hình tam giác hoặc hình thoi, mõm trắng. Lưng, mông, cổ màu đen hình yên ngựa, các phần còn lại trắng.

### Lợn lửng
Giống lợn lửng Phú Thọ của một số thôn bản của các xã vùng sâu, vùng xa như: Xuân Sơn, Vĩnh Tiền, Yên Sơn, Đông Cửu (Phú Thọ) toàn thân đen tuyền, trán dô, mặt phẳng, mõm dài, tai chuột, chân nhỏ, tầm vóc nhỏ (một năm tuổi chỉ đạt 10–15 kg, nhiều nơi còn gọi là lợn "cắp nách"), thịt ngon và thơm như thịt lợn rừng, giá bán cao gấp 3-4 lần so với lợn công nghiệp, hiện đang được tỉnh Phú Thọ đưa vào danh mục bảo tồn và phát triển.

### Lợn mán

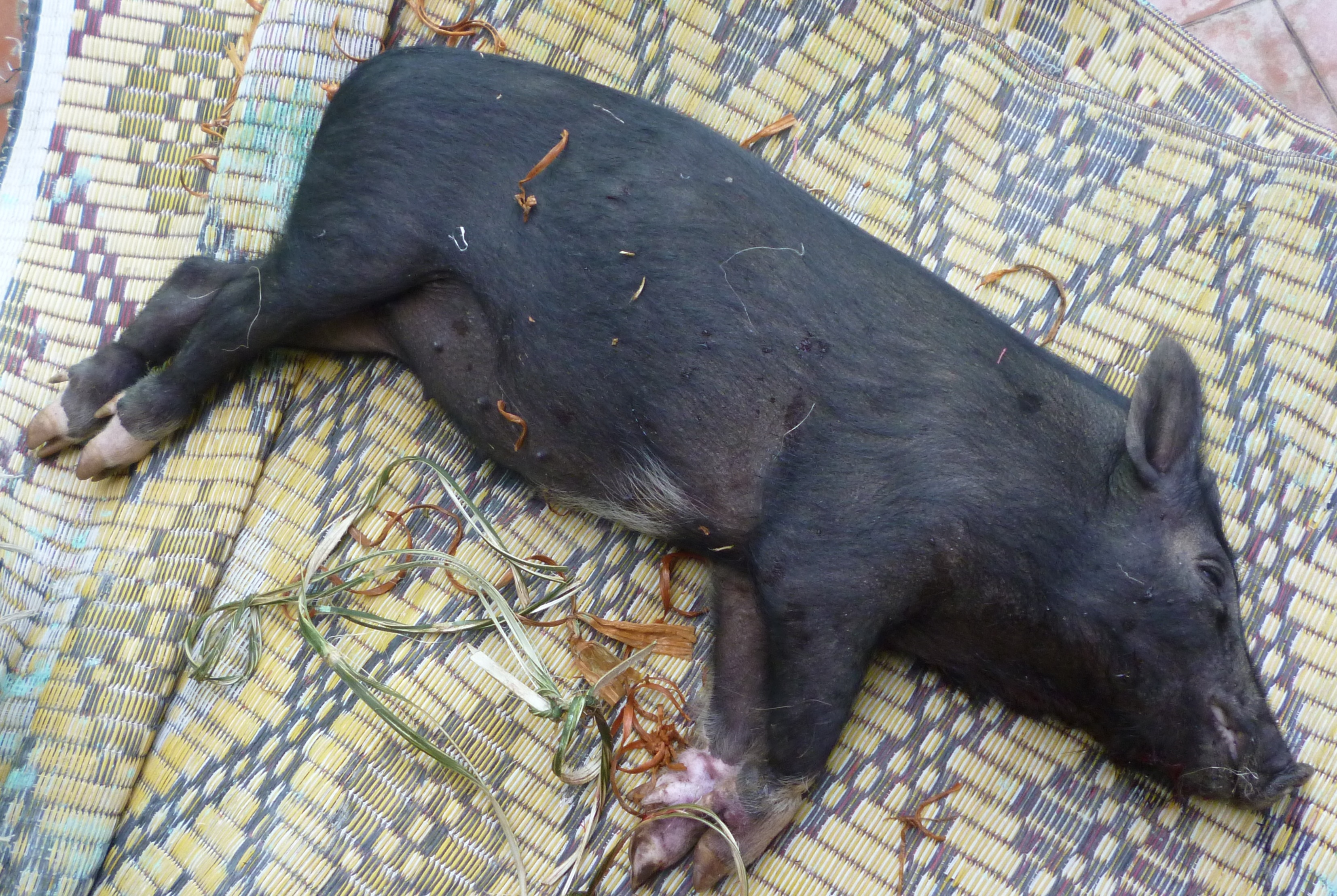
Một con heo mọi

Lợn mọi, Heo mọi hay lợn Mán là một giống lợn nhỏ được lai giữa lợn nhà và lợn rừng xuất phát từ miền Trung Việt Nam và miền Bắc Việt Nam, được nuôi thả, thường chỉ nặng trên dưới 10 kg, lưng cong, bụng ỏng rất dễ thương, thịt rất săn chắc, rất thông minh và thích sạch sẽ, có thể dùng làm vật nuôi, thú cảnh hoặc làm nguyên liệu cho nhiều món ăn ngon. 

### Lợn Mẹo
Lợn Mẹo hay còn gọi là lợn Mèo, heo Mẹo là giống lợn của Người H'Mông, được nuôi tại các hộ gia đình thuộc một số xã miền núi trên địa bàn Nghệ An, Hà Tĩnh, Lào Cai, Yên Bái. Lợn Mẹo được đồng bào dân tộc H'Mông nuôi thuần từ rất lâu đời ở vùng rẻo cao khí hậu mát mẻ quanh năm. Lợn Mẹo được hình thành tại vùng núi cao của dãy Trường Sơn, nơi có khí hậu mát mẻ và địa hình đồi núi rộng rãi thích hợp cho thả rông tự do, chúng thích nghi và phát triển tốt trong điều kiện sinh thái, kinh tế và tập quán chăn nuôi của người H’Mông.

### Lợn cỏ
Lợn cỏ hay lợn nít heo cặng là một giống lợn nuôi có khối lượng nhỏ, gầy, èo uột, chậm lớn và là đặc sản của một số vùng đất nghèo ở miền Trung mà chủ yếu là ở các tỉnh khu IV cũ, gắn liền với một thời kỳ của một nền kinh tế nghèo nàn, với việc quản lý kém trong thời kỳ bao cấp, lợn được nuôi tự phát và thoái hóa do phối giống cận huyết. Hiện chúng được nuôi để làm đặc sản.

### Lợn cắp nách
Lợn cắp nách hay còn gọi là lợn Mường Sapa là giống lợn nhỏ, chỉ chừng chục kg, con vật này được người dân miền núi nuôi theo kiểu thả rông. Chúng ăn ngô, khoai, sắn hay rễ cây, rau cỏ trong rừng. Tại những phiên chợ trên vùng cao Tây Bắc, người dân tộc gùi chúng trên lưng xuống chợ, mua bán, trao đổi hàng hóa, họ có thể cắp chúng ở nách.

### Lợn Bản
Là giống vật nuôi bản địa, được dân tộc Mán, Mường nuôi từ rất lâu đời với phương thức nuôi thả tự do, một số ít nuôi nhốt nhưng không thâm canh. phân bố ở khắp các huyện vùng núi cao của tỉnh Hòa Bình, trong đó chủ yếu tập trung ở Đà Bắc, Cao Phong, Lạc Sơn, Mai Châu, Tân Lạc. Lợn có ưu điểm là có sức đề kháng cao với dịch bệnh, chất lượng thịt thơm ngon.

### Lợn Bảo Lạc
Lợn Bảo Lạc là một giống lợn được nuôi từ lâu, được đánh giá là thuần chủng, có đặc điểm, ngoại hình đa dạng, được nuôi từ lâu đời ở huyện Bảo Lạc, tỉnh Cao Bằng của Việt Nam. Trong điều kiện nuôi dưỡng lạc hậu ở vùng núi đá, lợn Bảo Lạc có tầm vóc nhỏ và khả năng sinh sản không cao nhưng nhóm lợn này thích nghi tốt với điều kiện tự nhiên, tập quán và trình độ sản xuất của người dân vùng cao, chất lượng thịt thơm ngon.

### Lợn Hạ Lang
Lợn Hạ Lang là giống vật nuôi Việt Nam có từ lâu đời ở tỉnh Cao Bằng, đây là nguồn gen bản địa được phát hiện và bảo tồn từ năm 2007, hiện nay, 60% giống lợn này được sử dụng làm nái nền trong chăn nuôi lợn của trong thành phố Cao Bằng. Đặc điểm ngoại hình của lợn có nhiều điểm giống với lợn Móng Cái. Lợn có da mỏng, mõm bẹ, ngắn lưng, phàm ăn; có khoang yên ngựa trên thân, trán đốm trắng, da bụng trắng, 4 chân trắng; đẻ nhiều và tỉ lệ mỡ cao.

### Lợn Hương
Lợn Hương là giống lợn được nuôi phổ biến ở các huyện biên giới Việt Nam – Trung Quốc thuộc tỉnh Cao Bằng gồm Bảo Lạc, Bảo Lâm, Hạ Lang… Đây là một nguồn gen quý, được bảo tồn ở Việt Nam từ năm 2008 và ngày càng phát triển về số lượng ở Cao Bằng. Lợn Hương có nguồn gốc từ Trung Quốc, được du nhập và nuôi phổ biến ở các huyện biên giới Việt Nam – Trung Quốc thuộc tỉnh Cao Bằng.

### Lợn sóc

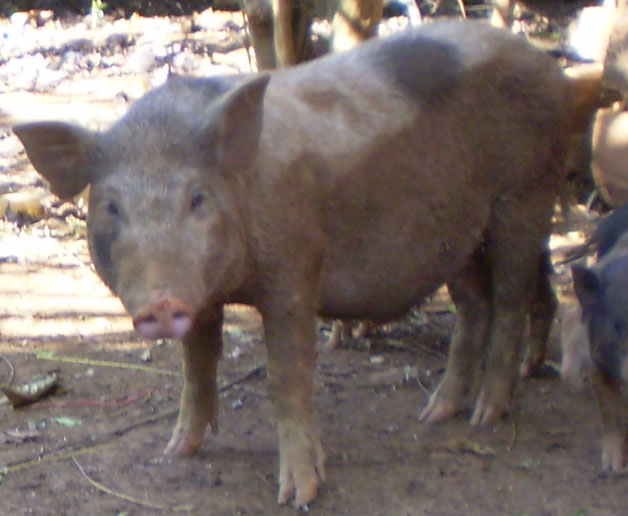
Con lợn Đê

Lợn Đê là một loại lợn của người Êđê, người M'nông. Giống lợn nhà này phù hợp một số đặc điểm và địa hình của buôn làng các dân tộc thiểu số ở Tây Nguyên. Họ có nhà sàn cao cách biệt với các loài vật ở dưới sàn. Lớp sàn dưới dùng cho các loài vật quần tụ ở đó, hiện này nhân dân các buôn làng không làm như vậy nữa mà làm chuồng nhốt riêng xa nhà một khoảng.

### Lợn Khùa
Đây là giống lợn bản địa ở miền núi Quảng Bình, do người dân tộc Khùa nuôi tại các nông hộ theo phương thức thả rông tự kiếm ăn và không có chuồng trại. Về màu lông, lợn Khùa có thể có màu lông đen toàn thân, có lông da đen với các điểm trắng ở 4 chân hoặc có lông da đen và loang trắng trên thân. Mõm lợn khùa nói chung dài và khỏe, lưng khá thẳng.

### Lợn Vân Pa
Lợn Vân Pa hay còn gọi là lợn mini Quảng Trị là giống lợn địa phương lâu đời của đồng bào dân tộc Vân Kiều-Pa Cô thuộc 2 huyện miền núi Hướng Hoá và Đakrông thuộc tỉnh Quảng Trị. Trọng lượng lợn Vân Pa trưởng thành chỉ đạt 30 – 35 kg, được coi là giống lợn mi ni duy nhất của Việt Nam. Giống lợn này có nhiều tập tính của động vật hoang dã như tính bầy đàn, có khả năng tự kiếm ăn cao, chịu được kham khổ, khả năng kháng bệnh tốt, thịt thơm ngon.

### Lợn Lang Hồng
Lợn Lang Hồng là giống lợn địa phương Bắc Ninh (chúng được gọi là Lang hay Lạng vì có ở Lạng Sơn), lang Bắc Thái. Nhóm lợn lang có pha máu lợn Móng Cái với lợn địa phương, hướng mỡ. Lông da lang từng nhóm to nhỏ trên mình, không ổn định như ở lợn Móng Cái. Được dùng làm nái nền trong lai với lợn ngoại có tỉ lệ nạc cao. Nuôi nhiều ở các địa phương, Lợn Lang Hồng được phân bố chủ yếu ở các tỉnh Bắc Ninh, Bắc Giang (Hà Bắc cũ).

### Lợn Phú Khánh
Hay còn gọi là lợn trắng Phú Khánh là một giống lợn có nguồn gốc ở Việt Nam tại địa phương Phú Khánh cũ (nay là tỉnh Khánh Hoà và Phú Yên). Giống lợn này được công nhận là một giống vật nuôi ở Việt Nam. Lợn trắng Phú Khánh là lợn lai giữa lợn địa phương với các giống lợn ngoại, chủ yếu là lợn Yorkshire, qua nhiều năm phát triển lợn lai này đã dần dần thích ứng với điều kiện chăn nuôi và khí hậu ở địa phương tỉnh Phú Khánh. Lợn đã được chọn lọc, nhân thuần và xây dựng thành nhóm giống lợn trắng Phú Khánh.

### Lợn Kiềng Sắt
Là giống lợn bản địa Quảng Ngãi có tên gọi phổ biến là lợn Cỏ, theo cách gọi của người Hrê gọi là lợn Kiềng Sắt hay lợn cúng Giàng, chúng có nguồn gốc tại xã Ba Vinh, huyện Ba Tơ, được nuôi chủ yếu bởi ba cộng đồng người dân tộc Người Hrê, người Kor, người Kdong. Chúng có những đặc điểm quý như dễ nuôi, khả năng chống chịu bệnh tốt, không kén ăn, chi phí nuôi thấp, chất lượng thịt thơm ngon. Hiện nay số lượng lợn Kiềng Sắt còn rất ít, phân bố rải rác ở những vùng xa xôi, hẻo lánh.

### Lợn Bồ Xụ
Lợn Bồ Xụ là lợn lai giữa lợn Vuông (một giống lợn nuôi lâu năm ở Việt Nam có xuất xứ từ Trung Quốc) với lợn Craonnais do các chủ đồn điền người Pháp ở vùng Miền Đông Nam Bộ nhập về vào năm 1920. Lợn Bồ Xụ có thân hình cao lớn, lông trắng, tai lớn và xụ xuống che cả mắt, nuôi khoảng 8 tháng thịt cho nhiều nạc. Nếu nuôi giáp năm thì đạt gần tạ rưỡi. Heo Bồ Xụ được cho lai với heo Berkshire và Tamworth.

### Lợn Ba Xuyên

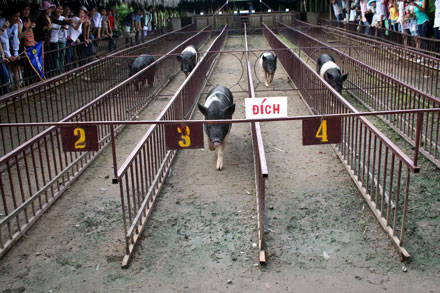
Lợn Ba Xuyên

Lợn Ba Xuyên hay heo bông là giống lợn đen đốm trắng xuất phát vùng Ba Xuyên nay thuộc tỉnh Sóc Trăng. Giống lợn này được hình thành từ các giống lợn địa phương lai với lợn Hải Nam, lợn Craonnaise và lợn Berkshire. Lợn Ba Xuyên có khối lượng trưởng thành đạt 120–150 kg, đẻ bình quân 8-9 con/lứa, nuôi con khéo. Mỡ nhiều, tỷ lệ nạc chỉ đạt 39-40%. Lợn Ba Xuyên thường được dùng làm nái nền để lai với đực ngoại tạo con lai nuôi thịt thương phẩm.

### Lợn Thuộc Nhiêu
Đây là con lai giữa lợn Bồ Xụ và lợn Yorkshire ở vùng Thuộc Nhiêu, huyện Châu Thành và Cai Lậy, tỉnh Tiền Giang. Lợn Thuộc Nhiêu có lông màu trắng, có thể có vài đốm đen nhỏ. Giống lợn này chịu đựng được nhiều điều kiện chăn nuôi kham khổ, có khả năng sử dụng tốt thức ăn nghèo protein, nuôi con khéo, chống chịu bệnh tốt, phù hợp với chăn nuôi gia đình. Hiện nay giống lợn này chỉ còn nuôi ở vùng sâu, vùng xa, các vùng khác được cải tiến bằng cách lai pha máu với lợn Yorkshire.

## Giống gà

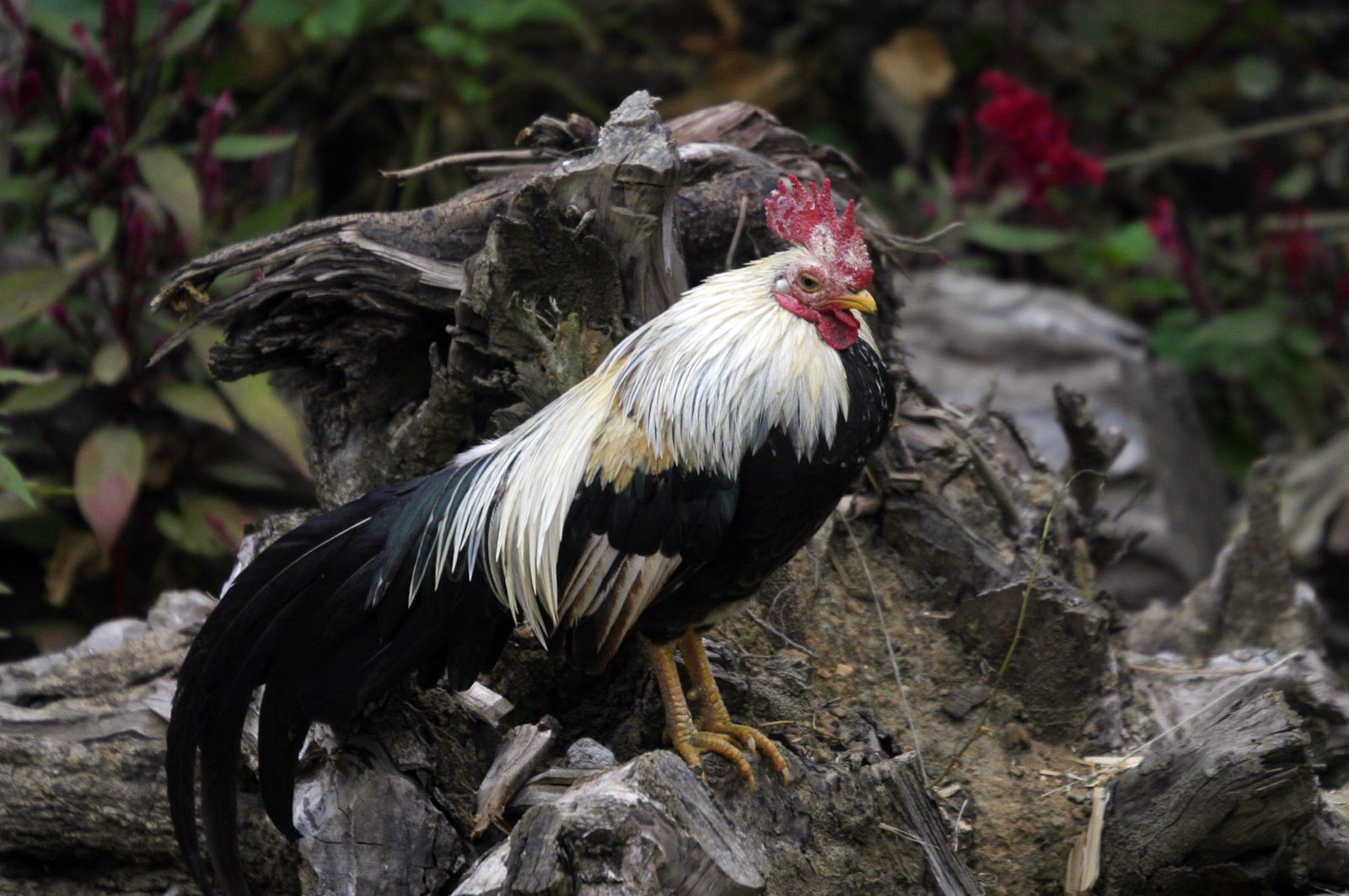
Gà đồi Mai Châu

Các giống gà nội địa của Việt Nam gọi chung là gà ta (để phân biệt với gà Tàu là giống gà từ phương Bắc và gà Tây là giống gà từ Pháp, gà Mỹ), gà nội (để phân biệt giữa gà nội địa, gà địa phương với các giống gà nhập ngoại). Đặc điểm chung của gà ta là thịt thơm ngon, lòng đỏ trứng to (34-35% khối lượng trứng) chịu đựng tốt nhưng các giống gà nội năng suất thấp. So với gà công nghiệp, gà ta thả vườn dễ nuôi, có sức chống chịu bệnh cao, có khả năng tận dụng thức ăn, đầu tư chuồng trại thấp, phù hợp với điều kiện nuôi nông hộ. Gà ta có chất lượng thịt thơm, ngon, giá bán cao do thị hiếu người tiêu dùng luôn ưa chuộng giống gà ta. Gà ta vốn khỏe mạnh hơn gà công nghiệp và khi được chăn thả theo mô hình tự nhiên bán hoang dã, chúng sẽ tự điều chỉnh để thích nghi, hòa nhập và chống chọi với dịch bệnh, vì vậy gà thả vườn ít bị dịch bệnh hơn nuôi gà công nghiệp.
Gà là giống vật nuôi rất thân thuộc với đời sống người Việt, làng quê Việt sẽ thiếu hồn nếu thiếu tiếng gà. Trong hơn 20 loại gia cầm quý ở Việt Nam được bảo tồn gen, gà chiếm 11 loại, còn lại là vịt (vịt cỏ, vịt bầu bến, vịt bầu Quỳ), ngan (ngan trắng tức ngan ré, ngan đen tức ngan trâu, ngan loang đen trắng), ngỗng cỏ. Hiện Việt Nam đang có các giống gà hồ, gà mía, gà Đông Tảo, gà Tàu vàng, gà ri, gà tre, gà Phù Lưu Tế, gà Văn Phú, gà ô, các loại gà lai, gà cải tiến Trong số đó có 05 giống gà tiến vua độc nhất vô nhị của Việt Nam. Viện Chăn nuôi đang bảo tồn 24 giống vật nuôi, trong đó có 7 giống gà, là gà Lạc Thủy, gà Lạc Sơn (Quảng Bình), gà Kiến (Bình Định), gà Quý Phi, gà nhiều cựa, gà Lôi lam đuôi trắng, gà Xước Hà Giang.
Dưới đây liệt kê (chưa đầy đủ) một số giống gà ta đang được nuôi ở Việt Nam hiện nay:

### Gà ri
Gà Ri được nuôi phổ biến nhất. Vì được nuôi ở nhiều người lại ít được chọn lọc nên gà Ri có nhiều loại thể hình, màu lông. Gà Ri nhỏ, đầu thanh mỏ nhỏ, ngực lép, bụng thon, con đực mào đỏ răng cưa (mào cờ), con cái không mào, lông đỏ thẫm, đuôi đen ánh xanh, bụng đỏ nhạt hoặc vàng, chân có 2 hàng vẩy màu vàng, lông vàng, nâu, hoặc hoa mơ đốm trắng (gà mái mơ). Gà ri khéo nuôi con, thịt thơm ngon. Giống gà này được FAO công nhận.

### Gà Re
Gà Re, còn gọi là gà Hrê, là một giống gà đặc sản, quý hiếm, có từ xa xưa của dân tộc Hrê ở huyện Ba Tơ, tỉnh Quảng Ngãi. Đây là nguồn gen vật nuôi quý, hiếm có nguy cơ tuyệt chủng ở Việt Nam. Gà chủ yếu được nuôi chăn thả, có tập tính siêng kiếm ăn quanh vườn, không chịu ở yên một chỗ. So với các giống gà thông thường khác, gà Re có giá cao.

### Gà ác

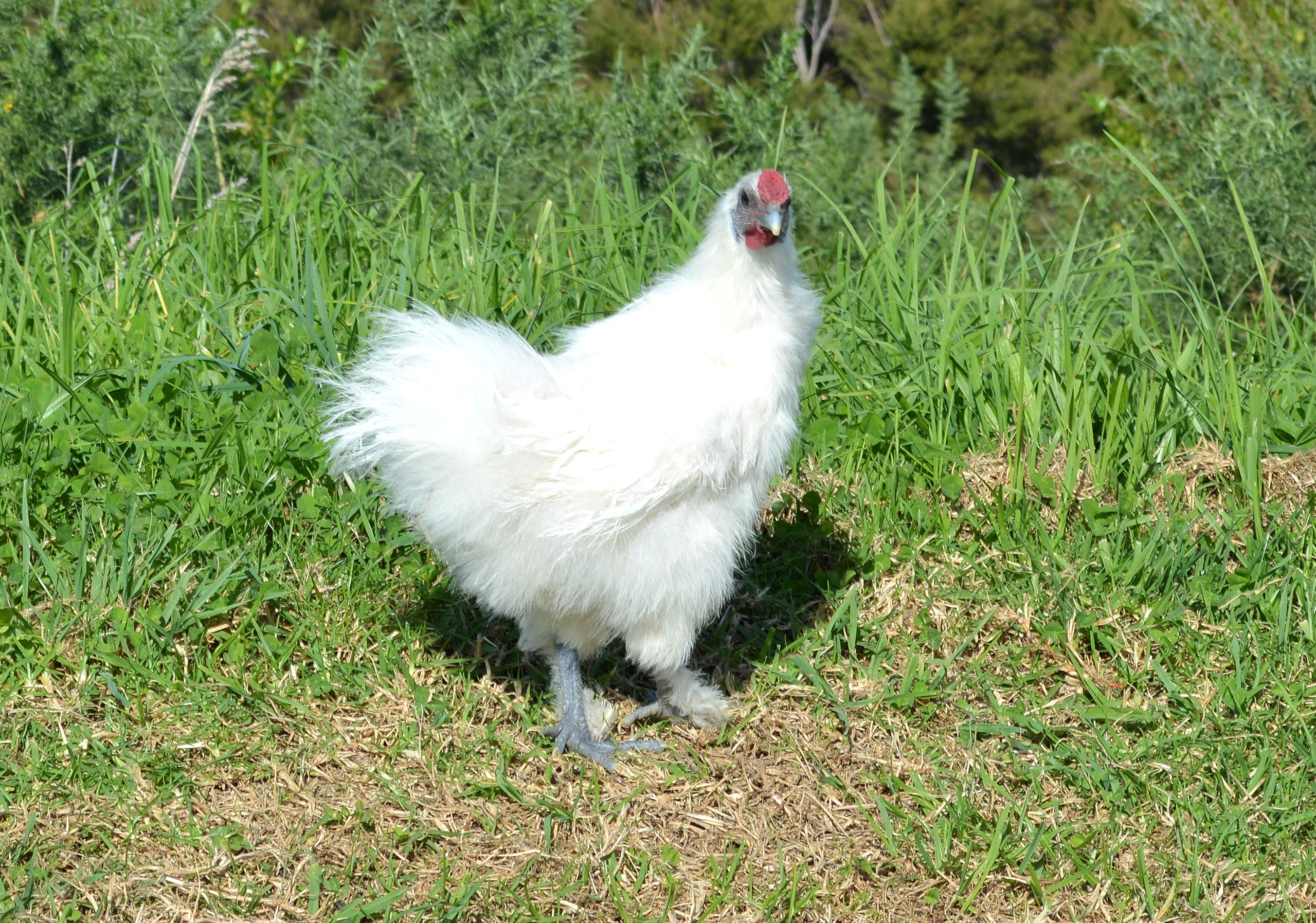
Một con gà ác mái

Gà ác hay gà ô kê Là giống gà nguyên liệu cho đặc sản gà ác tiềm (hầm) thuốc Bắc, rất bổ, tham gia quá trình tạo xương, đen tóc, tạo kháng thể chống mầm bệnh, tạo máu. Gà ác được nuôi nhiều ở phía Nam, nhỏ con (chỉ từ 5 đến 7 lạng), có sức sống cao, nuôi được cả nhốt lẫn thả, được coi như một vị thuốc bổ. Gà đen được nuôi ở vùng biên giới Việt Trung, có nhiều ở Lào Cai, do nuôi thả chung nên bị lai tạp giống. Chịu đựng kham khổ, khắc nghiệt, sương giá tuyết rơi, gà vẫn đi kiếm mồi. Giống gà này được FAO công nhận.

### Gà Okê
Gà Okê hay tên gọi khác là gà đen là một giống gà bản địa Việt Nam có từ hàng trăm năm tại các huyện biên giới Bắc Hà, Mường Khương, Văn Bàn, Than Uyên, Bát Xát thuộc tỉnh Cao Bằng, miền Bắc Việt Nam. Màu lông chủ yếu là vàng đất, một số ít có màu đen tuyền hoặc màu hoa mơ. Da, tích, mỏ, dái tai màu đen; chân chì.

### Gà Tò
Là giống gà nổi tiếng của vùng quê Quỳnh Phụ (Thái Bình). Gà Tò có thân hình chắc, khoẻ, chân cao. Gà mái trưởng thành có lông màu đỏ pha lẫn màu vàng đen, Gà trống trưởng thành cao to, lông màu đỏ tía, chân cao, Đặc trưng của gà Tò thuần chủng là có lông suốt từ khuỷu chân xuống, gọi là "lông quần". Phía sau gối gà trống có thêm một chòm lông như đuôi quạ, gọi là "lông gối". Không có lông chân thì không phải là gà Tò. Giống gà này được FAO công nhận

### Gà Tè
Là giống gà có ở Tuyên Quang, Hưng Yên, Hà Bắc, Hà Tây, Nam Hà, Phú Thọ. Vì lùn tè, thấp do lúc trưởng thành xương ống bàn chân, không phát triển chiều dài, chỉ 4 cm (gà Ri 12 cm) nên gọi là gà Lùn (tè). Đa số gà trống màu lông sặc sỡ, một số con đen tuyền có đốm trắng trên đầu, bụng, lượng trứng cao 80-120 quả/mái (nếu nuôi nhốt không cho ấp), nuôi con khéo, kiếm ăn giỏi. Giống gà này được FAO công nhận.

### Gà mía

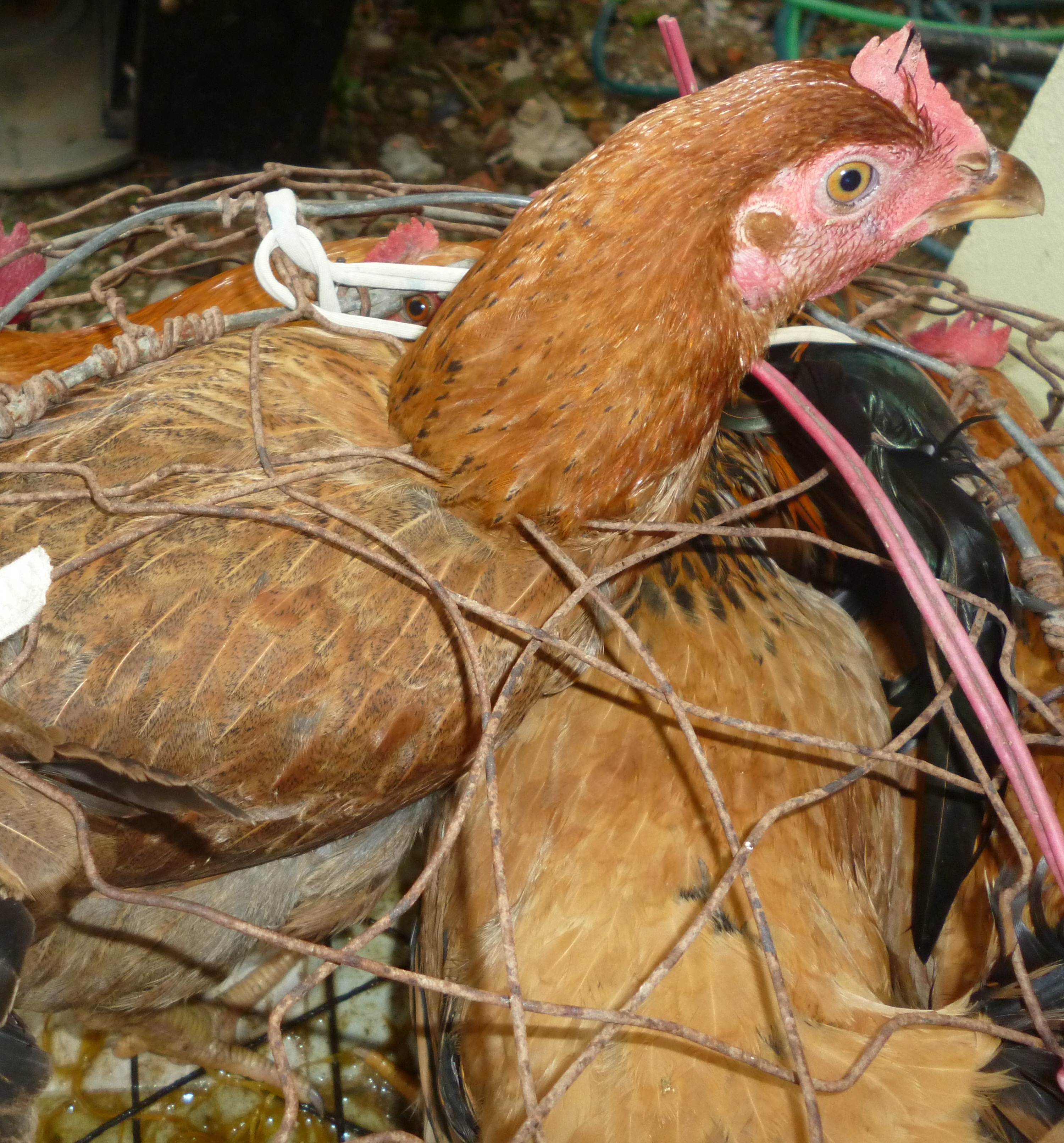
Một con gà mía

Là giống gà lễ vật cung tiến thần thánh, vua quan. Gà Mía có mào cờ, tai chảy, chân vàng nhạt, gà trống thân to, lông màu mận chín hoặc đen, gà mái lông màu lá chuối khô, khi đẻ được 3 – 4 tháng lườn chảy xuống như yếm bò, một đặc điểm nổi bật. Gà nặng khoảng 3 kg, trứng to (58g), 9 tháng/năm. Giống gà này được FAO công nhận.

### Gà Móng
Gà Móng hay còn gọi là gà chân voi là giống gà còn được nuôi duy nhất ở xã Tiên Phong (Duy Tiên, Hà Nam). Đây là một giống gà quý có tên trong sách Đỏ Việt Nam, là giống gà cổ thuần chủng, chân to, thân hình giống gà Hồ (Bắc Giang), chất lượng thịt ngon. Giống gà Móng vốn du nhập từ Hưng Yên. Do vị trí nuôi hiện nay được bao bọc bởi sông Châu nên giống không bị lai tạp. Qua thời gian, giống gà này vẫn giữ được những đặc tính tốt. Giống gà này được FAO công nhận.

### Gà Hồ
Gà Hồ trống có đầu công, mình cốc, cánh vỏ trai, da đỗ tương, mào xuýt, diều cân, chân tròn đùi dài, lông đen hoặc mận chín, gà mái màu lông đất thó hoặc màu vỏ quả nhãn là gà thuần chủng. Gà mái nuôi con vụng, sản lượng trứng thấp nhưng khỏe mạnh. Dù to lớn nhưng thịt gà Hồ không nhạt nhẽo giống như gà công nghiệp mà ngược lại có mùi thơm và vị ngọt dịu, vừa mềm, vừa dai. Giống gà này được FAO công nhận.

### Gà H’Mông
Gà H’mông hay còn gọi là gà Mèo là giống gà được người H’mông nuôi trên đỉnh núi cao (rẻo cao). Gà H’mông hiện nay một giống gà đặc sản của đồng bào H’mông vùng Sơn La. Giống gà H’mông đã trở thành một vật nuôi mới cho chăn nuôi, được các tỉnh Sơn La, Hà Giang triển khai nhân rộng. Giống gà này được FAO công nhận

### Gà nòi

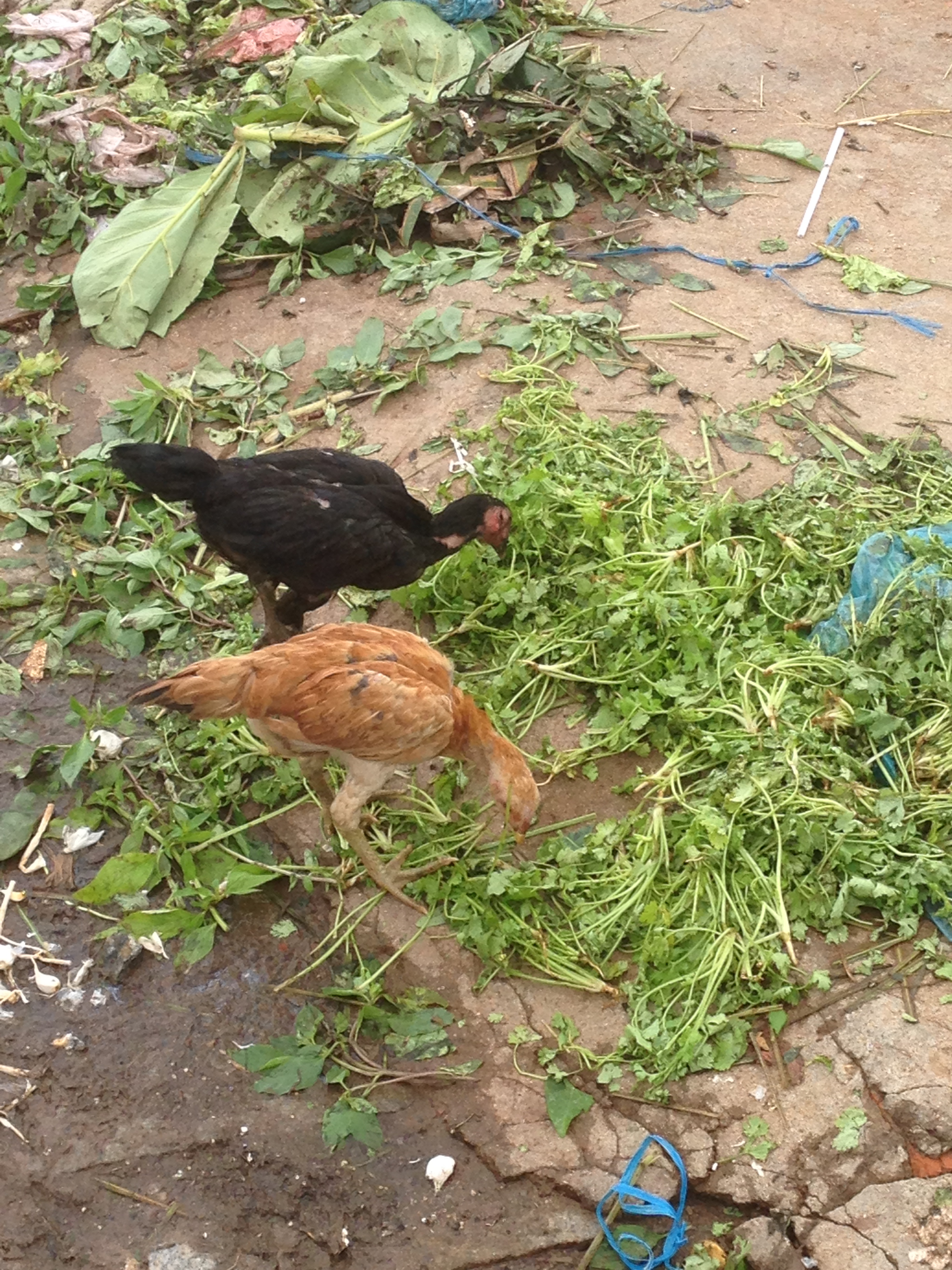
Hai con gà nòi ở Quảng Ngãi

Gà nòi có ở khắp các miền Việt Nam, thường gọi là gà chọi hay gà đá hay gà đòn, gà cựa. Con trống có lông màu xám, màu đỏ lửa xen lẫn các vệt xanh biếc, con mái có màu xám đá, vóc dáng to, chân cao, chân cao, cổ cao, thịt đỏ rắn chắc. Gà nòi là một trong những giống vật nuôi tiêu biểu của Việt Nam. Thông thường chúng được nuôi làm gà chọi hay gà kiểng. Giống gà này được FAO công nhận

### Gà tre
Là dòng gà gần với gà rừng nhất, người ta đã bắt gà rừng thuần hóa và lai tạo cho ra giống gà Tre này. Gà tre có lông sặt sỡ nhiều màu, nhưng thể trạng nhỏ. Đặc biệt tiếng gáy rất thanh. Các giống gà tre chủ yếu lưu truyền ở Miền Nam, thông thường nó không sử dụng để sản xuất mà chủ yếu là làm gà kiểng (gà tre Tân Châu) hoặc lai tạp làm gà chọi (gà Cao Lãnh, gà Chợ Lách). Giống gà này được FAO công nhận

### Gà kiến
Gà Kiến hay còn gọi là gà Bình Định là giống gà quý hiếm này sinh sống ở Bình Định, Phú Yên; hai tỉnh này chỉ cách nhau đèo Cù Mông nên gà kiến có cơ hội lai tạo qua lại. Tên gọi gà kiến là cách dân bản địa đại ý nói giống gà này chậm lớn, đây cũng là cách gọi để phân biệt với các loại gà công nghiệp hoặc gà nuôi theo lối công nghiệp.

### Gà Tàu vàng

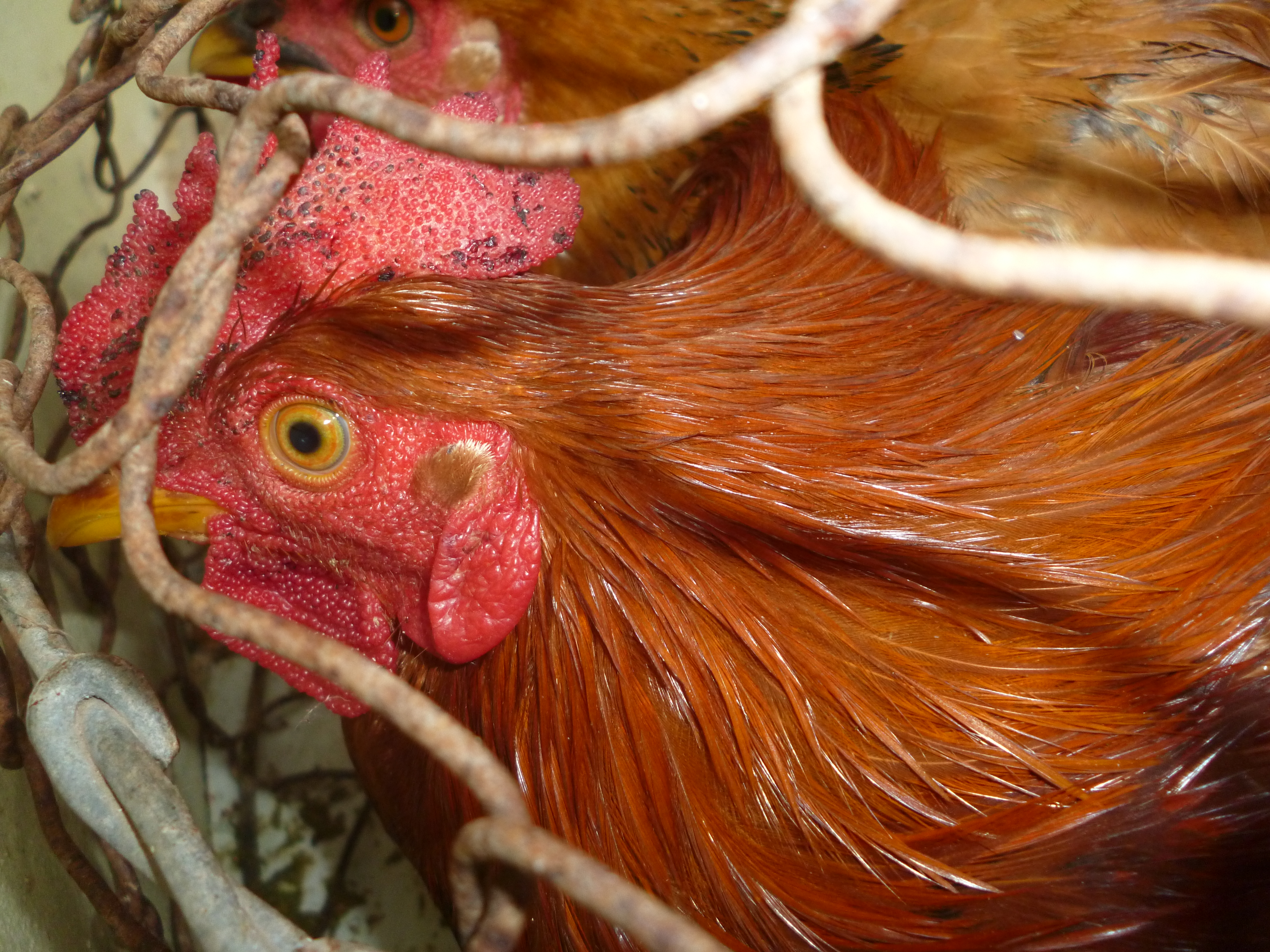
Một con gà Tàu vàng

Mặc dù có tên gọi là gà Tàu nhưng đây là một giống gà ta. Gà Tàu vàng nguồn gốc Trung Quốc, sống nhiều ở Tây và Đông Nam Bộ, lông vàng, chân và da vàng, thịt trắng, ấp và nuôi con giỏi, sống nhiều nhất ở Long An, nặng từ 1,4 – 2 kg, nhiều trứng chỉ sau gà Ri. Gà tàu vàng là giống gà địa phương lâu đời nuôi ở các tỉnh phía Nam. Màu lông không đồng nhất (từ vàng đến vàng sẫm điểm đốm nhiều màu), chân nhỏ và thấp, da và mỏ màu vàng. Giống gà này được FAO công nhận

### Gà Đông Tảo
Giống gà có nguồn gốc từ xã Đông Tảo Khoái Châu, Hưng Yên. Gà trống có lông mận chín pha đen (mã mận chín) hoặc đen (mã lĩnh), đùi to, chân múp míp, dáng đi chậm chạp. Hơn 5 tháng, gà bắt đầu đẻ, đẻ 10 tháng liền, nhưng ấp bóng nhiều (ấp không trứng) nên béo nhanh hợp với nuôi nhốt, ít chịu được rét, gà trống có thể tới 5 kg, gà mái 3,5 kg, hợp để lai tạo các giống thịt. Giống gà này được FAO công nhận.

### Gà Liên Minh
Là giống gà quý hiếm của người dân thôn Liên Minh, xã Trân Châu, huyện đảo Cát Hải, thành phố Hải Phòng. Gà Liên Minh nổi tiếng bởi thịt mềm, thơm, ngọt, da giòn vàng óng. Gà có chân cao, lông vàng óng mịn. Gà cao to, con trống nặng tới 5 kg, con mái nặng 2,5 đến 3 kg, ban ngày gà kiếm ăn tự do, ban đêm gà ngủ trên cây, hầu như không cần chuồng trại.

### Gà Lạc Thủy
Gà Lạc Thủy là một giống gà bản địa đặc hữu và quý hiếm có nguồn gốc từ huyện Lạc Thủy tỉnh Hòa Bình và được nuôi từ khá lâu đời, chúng được đưa vào đối tượng để bảo tồn nguồn gen. L là một trong những giống gà nội thuần nhất, đồng nhất về ngoại hình và có nguồn gen đặc hữu còn tiềm ẩn. Chúng là giống gà có mã đẹp, chất lượng thịt thơm ngon, dễ nuôi, được thị trường ưa chuộng, cho hiệu quả kinh tế cao, gà Lạc Thủy có khả năng chống chịu bệnh, thời tiết khí hậu, nhất là vào mùa lạnh khá tốt, dễ nuôi, lớn nhanh.

### Gà Tiên Yên
Còn gọi là gà đồi là một giống gà đặc sản của vùng Quảng Ninh. Giống gà này đã được Nhà nước Việt Nam công nhận là giống vật nuôi được phép sản xuất, kinh doanh. Là giống gà đồi, suốt ngày leo dốc, tìm sâu nên da vàng, thịt thơm, nước ngọt. Gọi là gà đồi là bởi giống gà địa phương ở đây truyền đời được nuôi thả rong, hàng ngày chúng đi lang thang trên các triền đồi để tự đắc kiếm ăn từ các loại trùng, dế, kiến, mối. Giống gà này được FAO công nhận.

### Gà Văn Phú
Gà Văn Phú ở xã Văn Phú, huyện Cẩm Khê, tỉnh Phú Thọ, do tập quán thi gà mùa Xuân nên chọn lọc được giống đồng nhất về tầm vóc, màu lông, hiện nay không còn giống thuần nữa. Có màu lông đen toàn thân, có thể nặng tới 3,2 kg chân có 2-3 hàng vẩy đen, đuôi dài cân đối, thịt thơm ngon, nhưng khó hồi phục giống vì dân gian ít được dân ủng hộ. Giống gà này được FAO công nhận.

### Gà đồi Yên Thế
Là một giống gà bản địa ở vùng Yên Thế thuộc Bắc Giang. Đây là giống gà lai tạo của địa phương được nuôi theo hình thức chăn thả ở đồi, các giống gà này gọi chung với thương hiệu sản phẩm là gà đồi Yên Thế. Bắt đầu từ năm 2006, huyện Yên Thế đã dấy lên phong trào chăn nuôi gà đồi giống địa phương dưới tán cây rừng và cây ăn quả.

### Gà ri Ninh Hòa
Là một giống gà nội địa có nguồn gốc ở tỉnh Khánh Hòa, có ngã ba giao thương với tỉnh Đăk Lăk. Giống gà này được nhà nước công nhận là giống vật nuôi. Giống gà này có đặc điểm tầm vóc to, cao, mau lớn hơn hẳn các giống gà ta thường thấy. Thịt gà chắc, thơm ngon nên rất được người tiêu dùng ưa chuộng. Gà mái có lông màu xám hoặc xám vàng, Gà trống có lông màu sẫm tía hoặc đen tía. Con trống có màu đen, trên lưng có lông màu đỏ tía hay màu dâu, sợi lông dài là những tính trạng ban đầu của gà ri Ninh Hòa. 

### Gà râu Cái Chiên
Là một giống gà có nguồn gốc từ xã Cái Chiên thuộc huyện Hải Hà, tỉnh Quảng Ninh. Chúng là một giống gà có từ lâu đời và món gà râu Cái Chiên là một trong những đặc sản của Quảng Ninh. Số lượng gà bản địa của xã Cái Chiên có khoảng 3.000 con. Hiện nay, huyện Hải Hà đang thực hiện mô hình bảo tồn và phát triển giống gà địa phương.

### Gà chọi Bình Định
Là một giống gà có nguồn gốc ở Bình Định, chúng được nuôi cho mục đích làm gà chọi. Chúng được nuôi ở thành phố Quy Nhơn, Tây Sơn và thị xã Hoài Nhơn. Đây là giống gà có kỹ thuật chiến đấu tốt. Gà trống thi đấu đạt thành tích cao thường được bán đi nhiều nơi trong và ngoài nước như ở các trường đấu trong và ngoài nước.

### Gà chín cựa
Gà chín cựa hay gà nhiều cựa là một giống gà đặc sản được nuôi tại nhiều thôn bản thuộc xã Xuân Sơn, huyện Tân Sơn của vùng đất tổ Phú Thọ. Giống gà này có kích cỡ nhỏ, thường không quá 1,5 kg, mào đỏ tươi như máu, đuôi cong vút tựa cầu vồng và rất mảnh. Chúng có đặc điểm chân to, chắc và mọc đều 3, 4 cựa mỗi bên. Mỗi cựa dài, ngắn khác nhau, mọc nối theo hàng. 

### Gà cáy củm
Là một giống gà bản địa có nguồn gốc ở miền Bắc Việt Nam. Chúng là giống gà đặc sản, được nuôi từ lâu ở Hà Giang, Cao Bằng. Gà cáy củm có đặc điểm kỳ lạ là bề ngoài dường như không có phao câu. Hiện nay gà cũng có mặt ở Lâm Đồng do những người đi kinh tế mới du nhập. Giống gà này được đưa vào diện bảo tồn nguồn gen quý hiếm, Viện Chăn nuôi Việt Nam có kế hoạch bảo tồn gà cáy củm và đã được nuôi tại trung tâm giống của tỉnh Cao Bằng. 

### Gà lông chân
Là một giống gà nội địa được phát hiện tại Mèo Vạc, Hà Giang. Gà Lông chân có nhiều lông ở chân ngay từ khi mới nở. Chúng có chất lượng thịt ngon, có khả năng chịu đựng thời tiết khắc nghiệt ở vùng núi cao Mèo Vạc. Trọng lượng lớn nhất của gà Lông chân là 5 kg và mỗi năm một gà mái có thể đẻ 50 - 60 quả trứng.

### Gà Cao Lãnh

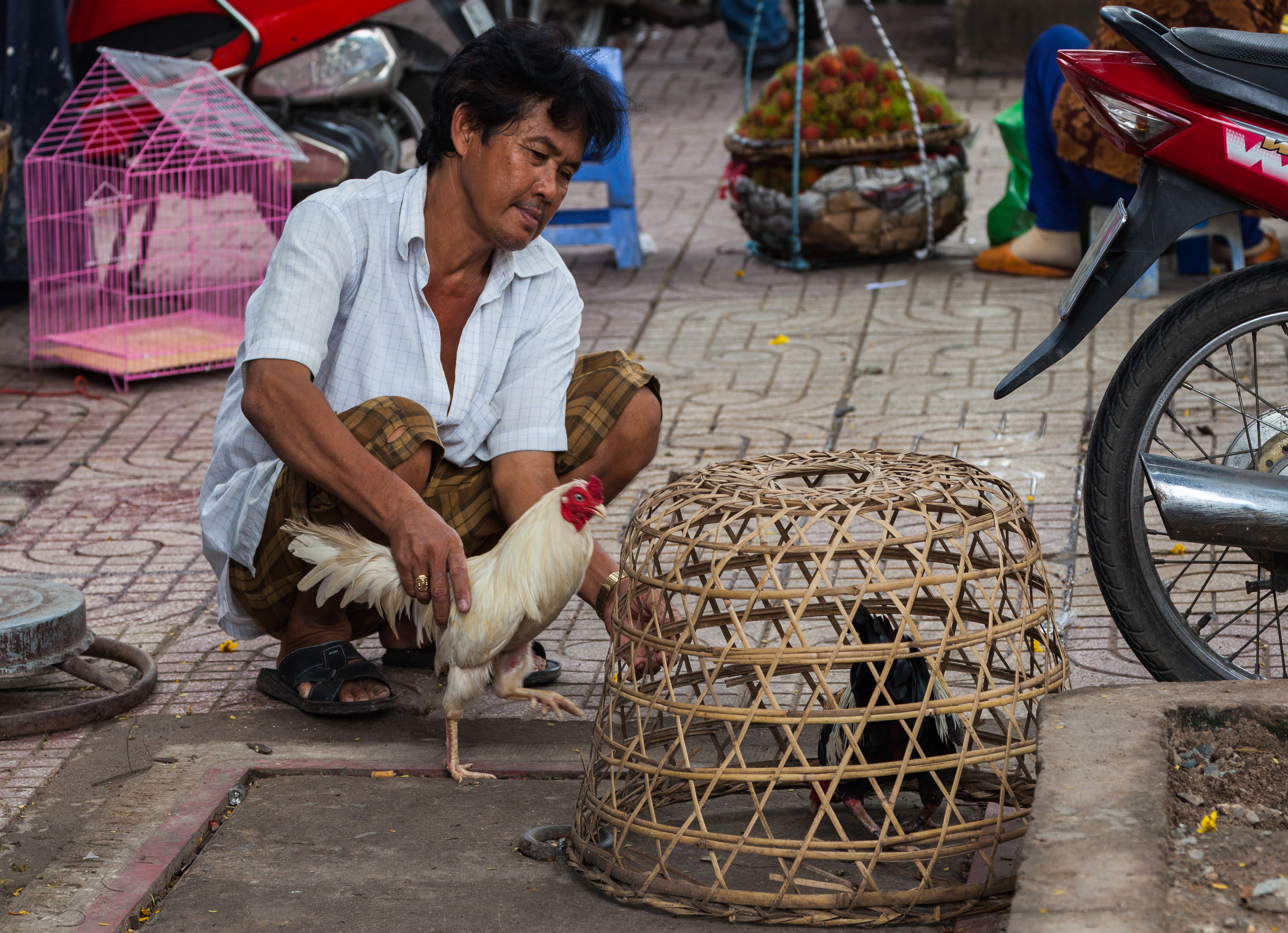
Một giống gà Cao Lãnh tại Thành phố Hồ Chí Minh

Là một giống gà chọi bản địa có xuất xứ từ vùng Cao Lãnh của Đồng Tháp, gà nòi Cao Lãnh đã đi vào truyền thuyết là giống gà hay được nhiều người truyền tụng qua câu ca dao: Gà nào hay bằng gà Cao Lãnh/ Gái nào bảnh bằng gái Nha Mân, gà Cao Lãnh là một đặc sản nổi tiếng xứ Nam Kỳ Lục tỉnh.

### Gà Chợ Lách
Là giống gà chọi bản địa Việt Nam có nguồn gốc từ Chợ Lách, Bến Tre. Được lai tạo do công của Trương Vĩnh Ký từ Dulalma (Malaysia) đem về địa phương giống gà chọi Mã Lai để lai tạo với giống gà ta lai (gà chạ lai gà tre) của xứ Cái Mơn để cho ra giống gà mới mà nay chính là chọi ở Bến Tre. Chúng được nuôi làm gà kiểng hay gà chọi.

### Gà tre Tân Châu
Là một giống gà bản địa của Việt Nam, chúng là giống gà thường là lựa chọn ưa thích của dân chơi gà kiểng ở Việt Nam đồng thời là một loại gà kiểng đẹp với màu sắc rực rỡ. Gà tre Tân Châu đã dần khẳng định được vị thế của mình trong giới đam mê gà. Những năm 2000, phong trào nuôi gà kiểng ở thị xã Tân Châu phát triển trở lại rồi lan mạnh sang nhiều nơi. Tuy nhiên, dịch cúm gia cầm lại bùng phát, đẩy gà Tân Châu tới bờ vực tuyệt chủng.

### Gà ta lai
Gà ta lai hay gà cải tiến (ký hiệu là gà JA hay gà J) là giống gà công nghiệp lông màu lai từ các tổ hợp gà lai trên cơ sở lai tạo các giống gà ngoại nhập (như gà ISA, gà Hubbard, gà tam hoàng) với một số giống gà ta (như gà ri, gà mía gà nòi). Các dòng của chúng là gà lai ri (JA) và gà lai chọi J (gà nòi chân vàng, gà nòi ô tía và gà nòi sọc đen), gà lai mía. Trong số đó các dòng JA 57, JA55, JA90 đã được Nhà nước Việt Nam công nhận là một giống vật nuôi được sản xuất, kinh doanh tại Việt Nam

### Gà VCN
Gà siêu trứng VCN (Gà VCN-G15) hay còn gọi là gà AVGA là một giống gà lai công nghiệp siêu trứng do Viện Chăn nuôi của Việt Nam lai tạo giữa gà mái Ai Cập thả vườn với gà trống gà Hisex nhập nội từ Ucraina, theo đó giống gà nhập nội Hisexwhiter (HW) lai tạo đã đổi tên thành gà VCN-G15, các tên gọi sau này với gà HW được đổi lại là gà VCN-G15 và giống gà VCN-G15 lai với gà Ai Cập được đặt tên là AVGA. Hiện nay có hai tổ hợp của giống gà VCN là VCN-Z15 và VCN-G15 đã được Nhà nước Việt Nam công nhận là một giống vật nuôi được phép sản xuất, kinh doanh, lưu hành tại Việt Nam

### Gà cải tiến
Một số giống gà lai cao sản ở Việt Nam như: Gà lai Hồ - Lương Phượng, Gà RSL, Gà thịt lông màu TP, Gà VBT, Gà TN. Gà Rốt Ri lai, gà BT1 (gà Bình Thắng 1) gà do lai tạo từ giống Rohde-ri và Gold-line, Gà H-98, Gà M-98.

### Gà Phù Lưu Tế
Gà Phù Lưu Tế ở xã Phù Lưu Tế, huyện Mỹ Đức, tỉnh Hà Tây. Ngoại hình và năng suất giống gà Đông Tảo. Gà Phù Lưu Tế có nguồn gốc từ gà Đông Tảo. Gỡ khó, phát triển chăn nuôi tập trung, quy mô lớn. Giống gà này được FAO công nhận.

### Gà Ma hoàng
Gà Ma hoàng ở Tiền Giang có sức chống chịu tốt với bệnh tật, tỷ lệ sống cao, tăng trọng nhanh, thời gian từ lúc nuôi đến khi xuất chuồng chưa đầy 3 tháng. Thoạt nhìn hình dáng bên ngoài con gà Ma hoàng giống hệt như gà Tàu, nhưng chúng có 3 điểm khác biệt, đó là: mỏ có màu đen, da chân màu vàng có điểm vẩy đen, và đặc biệt là 3 ngón chân trước bẹt ra.

## Giống vịt
Là một quốc gia phát triển về ngành chăn nuôi thủy cầm, Việt Nam cũng phát triển một số giống vịt nuôi nội địa, trong số chúng có giống vịt cỏ và vịt bầu rất phổ biến trong cả nước, bên cạnh đó các giống vịt cỏ Vân Đình, Vịt Cổ Lũng… là những giống vịt đặc sản của địa phương. Việt Nam cũng là lai tạo ra giống vịt Bạch Tuyết và vịt Đại Xuyên từ các giống vịt nhập nội. Các giống vịt nội của Việt Nam là những giống vịt kiêm dụng cho thịt và trứng.
Dưới đây liệt kê (chưa đầy đủ) một số giống vịt nội của Việt Nam được nuôi hiện nay:

### Vịt cỏ

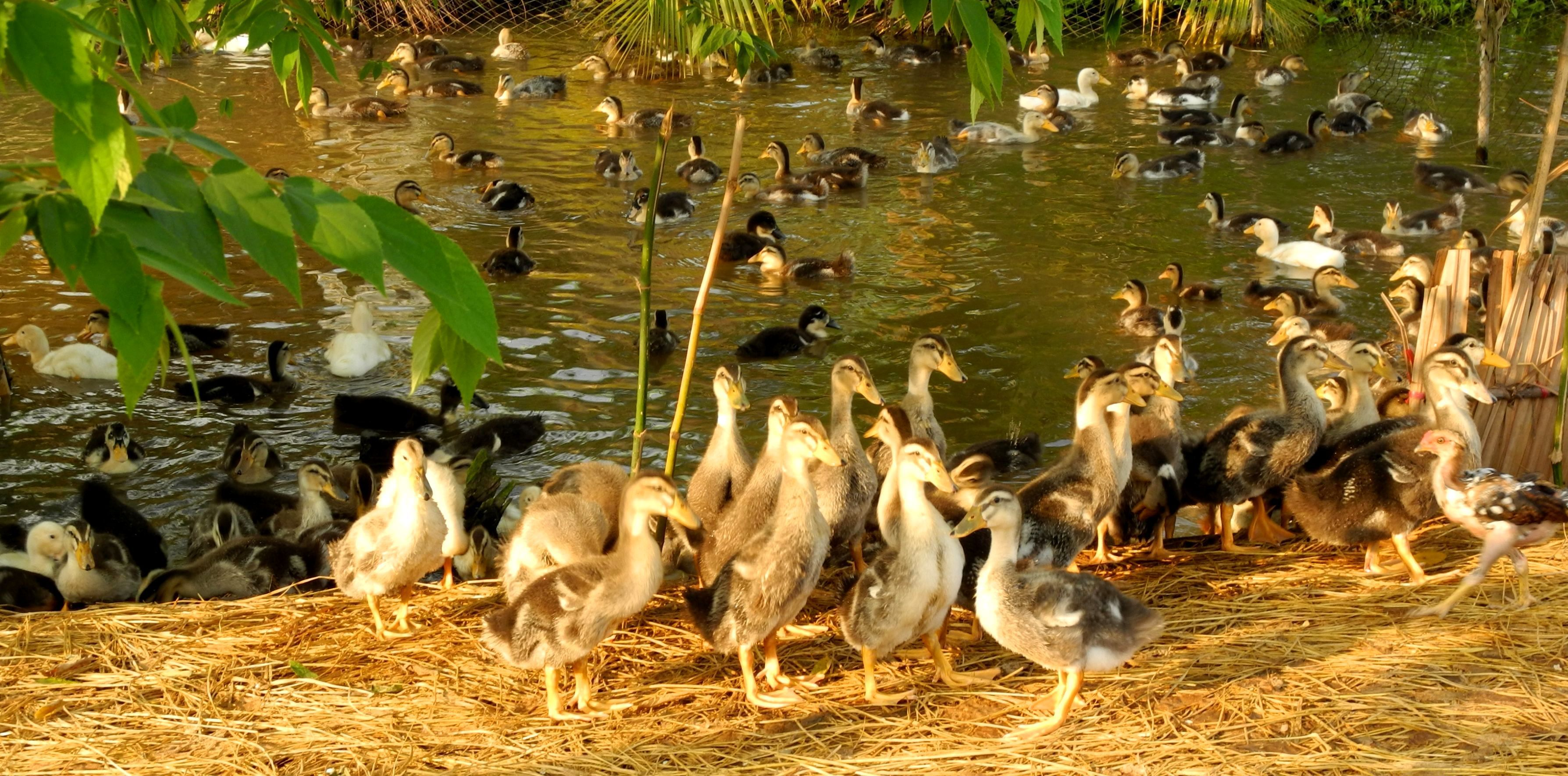
Vịt Sen ở Bến Tre

Là giống vịt nội địa của Việt Nam được nuôi rộng rãi từ phía Bắc tới phía Nam có năng suất trứng cao nhất mà cũng là giống được nuôi phổ biến nhất là vịt Cỏ. Vịt Cỏ là giống vịt hướng trứng có tầm vóc nhỏ, khối lượng khi trưởng thành đạt 1,4 - 1,5 kg/con. Vịt có nhiều màu sắc lông, tập trung thành 4 nhóm màu chính: màu cánh sẻ, màu xám hồng, màu xám đá và màu trắng.

### Vịt bầu
Là một trong những giống vịt nuôi phổ biến ở vùng nông thôn. Vịt bầu ở Việt Nam có hai dòng chính là Giống vịt Bầu có nguồn gốc ở vùng Chợ Bến tỉnh Hoà Bình vì vậy nhiều người còn gọi là vịt Bầu Bến. Một dòng vịt bầu có nguồn gốc từ huyện Quỳ Châu, Nghệ An được gọi là vịt bầu Quỳ. Vịt Bầu nuôi nhiều ở vùng đồng bằng trồng lúa ở cả hai miền Bắc, Nam.

### Vịt bầu Minh Hương
Còn gọi là vịt suối, là một giống vịt bầu bản địa có từ lâu đời ở xã Minh Hương, huyện Hàm Yên, tỉnh Tuyên Quang. Thịt vịt khi chế biến có tiếng hương vị thơm ngon, đặc trưng. Do vịt sống chủ yếu tại suỗi nên người dân địa phương gọi vịt bầu Minh Hương là vịt suối, chúng là giống vịt có từ lâu đời ở vùng núi, nên vịt sinh trưởng và phát triển tốt trong điều kham khổ. 

### Vịt Pất Lài
Vịt Pất Lài, còn gọi là vịt Đốm, vịt Nàng, là giống vịt kiêm dụng trứng - thịt, có nguồn gốc từ Lạng Sơn, được công nhận là một trong 59 giống vật nuôi được bảo tồn và phát triển ở Việt Nam. Vịt mái trưởng thành có lông màu hoa mơ nhạt; mỏ và chân màu vàng hoặc vàng nhạt, có con màu hơi xám. Vịt trống trưởng thành có lông xanh đen ở đầu, cổ và dọc lưng có màu giống màu con cò lửa

### Vịt Sín Chéng
Là giống có từ lâu đời của người dân xã Sín Chéng, huyện Si Ma Cai, tỉnh Lào Cai. Vịt Sín Chéng là trọng lượng lớn, thịt ngọt; chu kỳ đẻ trứng liên tục khoảng ba tháng, trứng to, vỏ trứng có màu xanh, tỷ lệ lòng đỏ cao. Vịt có sức sống tốt, ít chịu ảnh hưởng của dịch, bệnh, hại. Tổng đàn vịt Sín Chéng toàn huyện Si Ma Cai có hơn 6.000 con.

### Vịt Kỳ Lừa
Là một giống vịt nhà có nguồn gốc tại huyện Kỳ Lừa tỉnh Lạng Sơn. Được nuôi rộng rãi ở các tỉnh trung du, miền núi phía bắc và một số tỉnh đồng bằng Bắc Bộ, nơi có khí hậu lạnh. Đây là giống vật nuôi quý ở Việt Nam và đang được nằm trong diện bảo tồn nguồn gen quý. Chúng là giống vịt kiêm dụng thịt trứng.

### Vịt Cổ Lũng
Hay còn gọi là vịt Quốc Thành, vịt Mường Khòong là giống vịt nhà bản địa có xuất xứ ở địa bàn xã Cổ Lũng thuộc huyện Bá Thước, Thanh Hóa. Vịt Cổ Lũng là giống vịt quý hiếm, con giống di truyền có từ lâu đời, được các thế hệ người Bá Thước gìn giữ, phát triển. Chúng là đặc sản của Thanh Hóa. Vịt Cổ Lũng được nhà nước Việt Nam công nhận là một giống vật nuôi nội địa được phép sản xuất, kinh doanh, lưu hành trong lãnh thổ Việt Nam.

### Vịt cỏ Vân Đình
Là giống vịt cỏ bản địa được chăn thả theo hình thức truyền thống trên các đồng chiêm của huyện Ứng Hòa, Vân Đình, Hà Nội. Vịt cỏ Vân Đình đã trở thành một thương hiệu nổi tiếng, từ lâu được kinh doanh không những ở Vân Đình, mà còn là món ẩm thực Hà thành đã có trong thực đơn của rất nhiều nhà hàng khắp trong Nam ngoài Bắc. Hiện nay, giống vịt cỏ này có nguy cơ bị mai một ngay trên vùng đất truyền thống của chúng do phải cạnh tranh với giống vịt bầu cánh trắng nhập theo đường tiểu ngạch từ Trung Quốc và được nuôi đại trà do năng suất cao hơn, giá thành rẻ hơn.

### Vịt Bạch Tuyết
Là giống vịt nhà nội địa của Việt Nam được tạo ra do kết quả lai tạo giữa vịt mái Cỏ và vịt trống Anh Đào (vịt Anh Đào Hungary-Vịt Szarwas). Giống vịt này được lai tạo bởi ông Trần Thế Dị là một nhà khoa học chuyên về lai tạo cây trồng. Chúng là một giống vật nuôi, được Hội đồng chăn nuôi Bộ Nông nghiệp công nhận là giống quốc gia năm 1990 và sau đó chính thức được Nhà nước Việt Nam công nhận là giống vật nuôi được phép lưu hành, sản xuất, kinh doanh năm 2005.

### Vịt Đại Xuyên
Còn gọi là Vịt biển 15 hay vịt biển Đại Xuyên là giống vịt nhà được tạo ra bởi Trung tâm Nghiên cứu vịt Đại Xuyên thuộc Viện Chăn nuôi của Việt Nam. Đây là giống vịt đầu tiên ở Việt Nam có thể sinh sống và đẻ trứng khi nuôi ở biển, đặc biệt chúng có thể uống được nước biển, tìm con mồi trên biển. Giống này được nhà nước Việt Nam công nhận là giống được phép kinh doanh, sản xuất, lưu hành trên lãnh thổ Việt Nam. Vịt biển Đại Xuyên được chọn lọc hình thành để đáp ứng nhu cầu chăn nuôi trong điều kiện biến đổi khí hậu và cải thiện đời sống ở quần đảo Trường Sa, chúng được cho là đòn bẩy cho kinh tế biển đảo.

### Vịt cao sản
Một số giống vịt cao sản khác đã được lai tạo, nhân nuôi tại Việt Nam như: Vịt siêu nâu TsN (TsN15-Đại Xuyên), Vịt PT (vịt Pất Lài x vịt CV-Super-M), Vịt TC (vịt cỏ x vịt Triết Giang).

## Giống ngan
Các giống ngan nhà ở Việt Nam được gọi chung là ngan nội hay vịt Xiêm.

### Ngan nội
Ngan nội hay còn gọi là vịt Xiêm là các giống ngan nội địa của Việt Nam. Chúng cũng có nguồn gốc xa xưa từ Nam Mỹ, được nhập vào Việt Nam từ lâu, được nuôi nhiều ở nhiều nơi thuộc vùng Đồng bằng Sông Hồng. Có ba loại màu lông: trắng (ngan Ré), loang trắng đen (ngan Sen) và màu đen (ngan Trâu).
- Ngan trắng hay ngan Ré hay ngan Dé, là loại nuôi khá phổ biến ở Việt Nam, chúng có đặc điểm lông màu trắng tuyền, tầm vóc trung bình. Đây là giống ngan chịu kham khổ, kiếm mồi tốt, đẻ trứng khá, khả năng chống đỡ bệnh tật tốt, thường hay nuôi thành từng vùng như Gia Lâm (Hà Nội), Châu Giang (Hải Dương).
- Ngan loang đen trắng hay còn gọi là ngan Sen có bộ lông màu loang đen trắng, tầm vóc to; tỷ lệ phôi và tỷ lệ nở cao, ngan mái ấp và nuôi con khéo. Ngan loang nuôi rộng rãi khắp nơi. Chúng có khối lượng lúc 4 tháng tuổi, con mái 1,7 - 1,8 kg/con, con đực 2,9 - 3,0 kg/con.
- Ngan đen hay gọi là ngan trâu. Ngan đen còn rất ít, không được nuôi rộng rãi, vì hầu hết đã bị pha tạp. Giống ngan này toàn thân màu đen tuyền, có tầm vóc to, thô, dáng đi nặng nề, tỷ lệ phôi thấp, nuôi con vụng. Chúng có tầm vóc to, thô, dáng đi nặng nề.

## Giống ngỗng

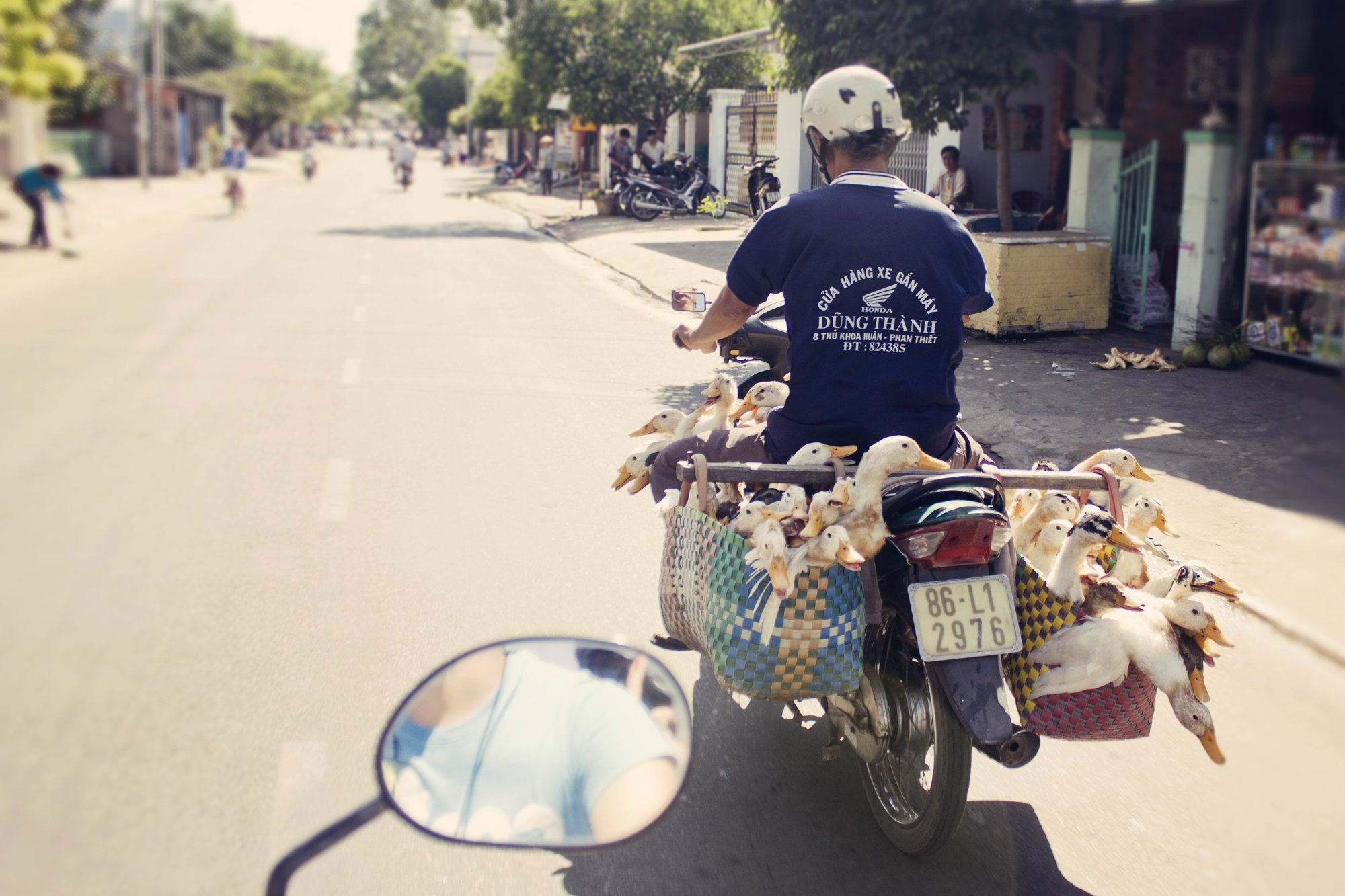
Ngỗng Việt Nam ở Mũi Né

Giống ngỗng cỏ của Việt Nam là giống nội địa phân bố rộng rãi, bên cạnh đó giống ngỗng Sư Tử là giống được nội địa hóa từ giống của Trung Quốc.

### Ngỗng cỏ
Ngỗng cỏ hay ngỗng sen là giống ngỗng nội của Việt Nam. Ngỗng cỏ hay ngỗng sen phân bố rộng rãi khắp Việt Nam. Ngỗng cỏ được nuôi nhiều ở vùng đồng bằng và trung du. Ngỗng có hai loại hình chính là loại hình lông trắng và lông xám. Ngoài ra còn có ngỗng loang xám trắng do sự pha tạp giữa hai loại trên. Ngỗng cỏ chịu kham khổ tốt và có khả năng kháng bệnh cao hơn các giống ngỗng ngoại.

### Ngỗng Xám
Ngỗng xám là con lai giữa ngỗng cỏ/ngỗng sen với các giống ngỗng khác như ngỗng sư tử Trung Quốc, ngỗng Rheinland, được nuôi nhiều ở Đồng bằng Sông Hồng, nhiều nhất là ở Hà Tây. Có ba loại màu: lông màu xám có loang trắng từ cổ tới bụng, chân, mỏ màu xám chiếm 60%; lông xám hoàn toàn, mỏ có đốm trắng, ống chân vàng, bàn chân xám chiếm 20%; lông xám có loang trắng, da chân màu vàng hoặc xám chiếm 20%. 

### Ngỗng sư tử
Ngỗng có tầm vóc to trông dữ tợn, có lông màu xám, đầu to mỏ đen thẫm, mào màu đen. Mắt nhỏ và có màu nâu xám. Phần trên cổ có yếm da, thân mình dài vừa phải, ngực dài nhưng hẹp, xương to nhưng thịt màu hơi trắng. Ngỗng có sức đề kháng tốt. Ngỗng sinh trưởng và phát triển nhanh, thích nghi tốt với điều kiện thiên nhiên nhiệt đới. Ở Việt Nam được nuôi ở nhiều nơi thuộc đồng bằng Sông Hồng và tập trung ở Hà Tây.

## Giống chim
Giống chim đang được nuôi ở Việt Nam hiện nay gồm chim bồ câu và chim cút.

### Bồ câu ta
Bồ câu Việt Nam hay còn gọi là bồ câu ta, bồ câu nội phân bố rãi rác khắp Việt Nam. Hiên nay, giống bồ câu ta (bồ câu VN1) được công nhận là một giống vật nuôi được phép sản xuất, kinh doanh rộng rãi. Bồ câu ta năng suất thịt còn thấp, nhưng thịt bồ câu ta ngon và bổ, thịt chắc, thơm ngon. Chim sinh trưởng khỏe, khá mắn đẻ, không kén ăn. Hiện nay chúng đang bị cạnh tranh bởi giống bồ câu Pháp có năng suất cao hơn.

## Giống thỏ
Các giống thỏ nội địa ở Việt Nam được gọi chung là thỏ ta, chúng được nuôi để lấy thịt, các giống không có ngoại hình thuần nhất và được phân thành nhiều các dòng (giống). Các giống thỏ lai ở Việt Nam có tầm vóc nhỏ hơn so với thỏ ngoại nhưng có khả năng chịu đựng được trong điều kiện chăn nuôi kham khổ và dinh dưỡng thấp, khối lượng trưởng thành đạt 3,5 - 5,5 kg/ con.

### Thỏ ta
Các giống thỏ ở Việt Nam hiện nay gọi là giống thỏ ta hay thỏ nội, gồm các dòng sau đây:
- Thỏ cỏ: Loại thỏ này được nuôi nhiều trong dân, màu lông rất khác nhau như: trắng pha vàng hoặc đen pha trắng, xám loang trắng nhưng hầu hết mắt đen, rất ít con mắt đỏ, đầu to, mõm dài, khả năng sử dụng thức ăn, sinh sản, chống đỡ bệnh tật tốt, đã có hiện tượng đồng huyết, năng suất ngày càng giảm.
- Thỏ dé hay thỏ ré: Là giống thỏ được chọn lọc từ các giống địa phương của Việt Nam, thỏ có mắt đen, thỏ ré thường màu lông không thật thuần khiết khối lượng 2,6–3 kg. Nói chung chúng đa dạng về màu lông: khoang trắng đen, vàng, xám, đầu to, tai dài, bụng to, chân dài, tỷ lệ thịt xẻ khoảng 46%.

### Thỏ đen
Thỏ đen: Thỏ này có màu lông và mắt đen tuyền, đầu to vừa phải và mõm nhỏ, cổ không vạm vỡ nhưng thân hình chắc chắn, thịt ngon, lông thỏ ngắn, lưng khum, bụng thon, thân hình chắc chắn, 4 chân dài thô, xương to, thỏ mắn đẻ. Chúng được nuôi nhiều ở Gia Lai. Thỏ dùng làm nền để lai tạo với các giống thỏ ngoại khác để cải thiện năng suất, sản lượng.

### Thỏ xám
Thỏ xám: Thỏ có màu lông xám tro hoặc xám ghi, Lông ngắn, màu lông thay đổi từ xám tro đến xám ghi. Riêng phần dưới ngực, bụng, đuôi có màu lông trắng. Mắt đen, đầu to vừa phải, lưng hơi cong, đầu nhỏ, cổ dài, lưng khum, bụng hơi xệ, 4 chân dài, xương to, thân hình không chắc chắn như thỏ đen. Thỏ đẻ khỏe. Thỏ dùng làm nền để lai tạo với các giống thỏ ngoại khác để cải thiện năng suất, sản lượng.

## Giống Ong

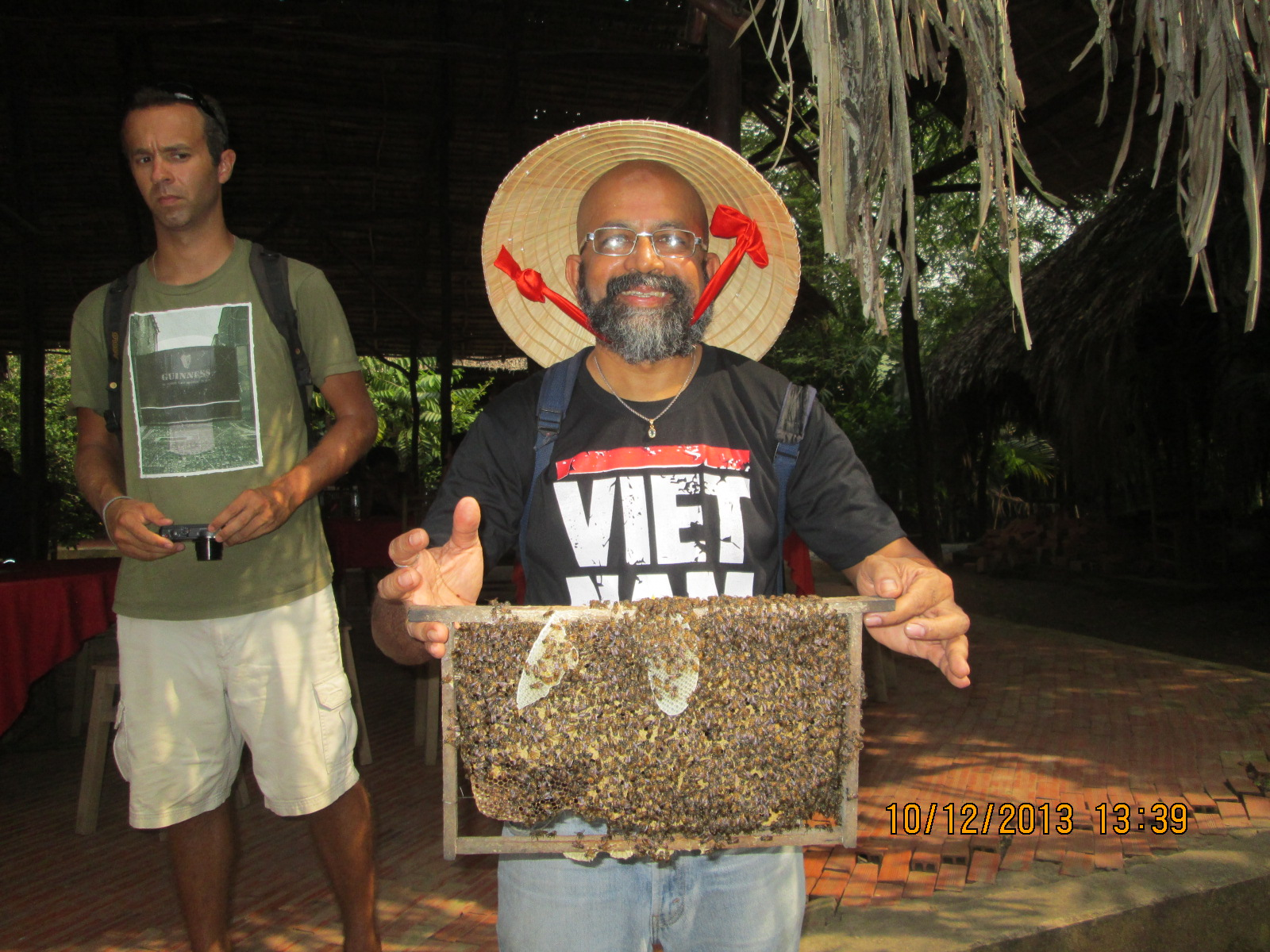
Nuôi ong ở Bến Tre

Nghề nuôi ong mật cũng tương đối phát triển ở Việt Nam hiện nay, Việt Nam từng trở thành nước đứng thứ hai ở châu Á về xuất khẩu mật ong. Năm 2013 là năm đầu tiên Việt Nam xuất khẩu mật ong vào Mỹ vượt mốc 30.000 tấn, lượng mật xuất sang Trung Đông, Nhật Bản, EU và một số nước châu Á khác Việt Nam đạt khoảng 34.000 tấn kim ngạch xuất khẩu. Trong số các giống đó có giống ong nội

### Ong nội
Ở Việt Nam, vùng trung du miền núi là quê hương của loài ong mật nội địa. Hiện nay giống ong này đang bị giống ong Ý cạnh tranh quyết liệt vì chúng có năng suất cao hơn và thị trường lại chuộng mật ngoại hơn. Ong nội năng suất mật rất thấp, tuy vậy đàn ong nội địa rất chăm chỉ, có thể tận dụng hết thức ăn ở gần. Mật ong Cát Bà là một đặc sản.